# Joana d'Arc
Joana d’Arc (em francês:  Jeanne d’Arc, IPA: [ʒan daʁk]; em francês médio: Jehanne Darc, IPA: [ʒəˈãnə ˈdark]; Domrémy-la-Pucelle, ca. 1412 – Ruão, 30 de maio de 1431) foi uma camponesa e santa francesa canonizada pela Igreja Católica, considerada uma heroína da França pelos seus feitos durante a Guerra dos Cem Anos. Nasceu filha de Jacques d’Arc e Isabelle Romée, numa família camponesa, em Domrémy no nordeste da França. Joana alegava receber visões divinas do arcanjo Miguel, de Santa Margarida e da Santa Catarina, que a instruíram a ajudar as forças de Carlos VII e livrar a França do domínio da Inglaterra. O não coroado Carlos VII enviou Joana junto com um exército para tentar solucionar o Cerco de Orleães. Após apenas nove dias de ação, a batalha terminou com um resultado favorável aos franceses e Orleães foi libertada, elevando assim a reputação de Joana a condição de heroína nacional aos olhos do povo francês. Seguiu-se uma série de vitórias militares para as forças de Carlos VII, que permitiram sua coroação como rei na Catedral de Reims. Como resultado, a moral da população francesa melhorou e a maré da Guerra dos Cem Anos começou a virar em favor dos franceses.
Após o fracassado Cerco de Paris, contudo, a popularidade de Joana dentre a nobreza francesa despencou. Em 23 de maio de 1430, ela foi capturada em Compiègne pelos Borguinhões, um grupo de franceses que apoiavam os ingleses. Eles a entregaram nas mãos do governo da Inglaterra, que colocaram seu julgamento nas mãos do bispo Pierre Cauchon, jogando contra ela diversas acusações de cunho religioso. Cauchon a declarou culpada e ela foi sentenciada à morte na fogueira. Joana foi executada em 30 de maio de 1431, aos 19 anos de idade. Sua morte, contudo, a elevou aos status de mártir e fez aumentar o fervor patriótico francês contra os ingleses.
Em 1456, um tribunal inquisitorial foi autorizado pelo Papa Calisto III para examinar seu julgamento, revendo suas acusações e proclamando sua inocência, formalmente declarando Joana como uma mártir da igreja. No século XVI ela foi usada como símbolo pela Liga Católica contra os protestantes e, em 1803, Joana foi oficialmente declarada como um símbolo nacional da França por decisão do imperador Napoleão Bonaparte. Ela foi beatificada em 1909 e canonizada em 1920 pelo Vaticano.
Joana d'Arc é atualmente uma dos nove padroeiros da França. Ela permanece uma figura popular no país e pelo mundo, sendo retratada em inúmeras peças de literatura, pinturas, esculturas e outras formas de arte, sendo figura central no trabalho de vários escritores, artistas, cineastas e compositores famosos.

## Nome
O nome de Joana d'Arc foi escrito de várias maneiras. Não há uma grafia padrão para seu nome antes do século XVI; seu sobrenome era geralmente escrito como "Darc" sem apóstrofo, mas há variantes como "Tarc", "Dart" ou "Day". O nome de seu pai foi escrito como "Tart" em seu julgamento. Ela era chamada de "Jeanne d'Ay de Domrémy" em uma carta de Carlos VII, de 1429, concedendo-lhe um brasão. Joana pode nunca ter ouvido ser chamada de "Jeanne d'Arc". O primeiro registro escrito de que ela foi chamada por esse nome é de 1455, 24 anos após sua morte.
Ela não foi ensinada a ler e escrever na infância e suas cartas foram todas ditadas para uma outra pessoa escrever. Mais tarde, ela pode ter aprendido a assinar seu nome, já que algumas de suas cartas são assinadas e pode até ter aprendido a ler. Joana referia-se a si mesma nas cartas como Jeanne la Pucelle ("Joana, a Donzela") ou la Pucelle ("a Donzela"), enfatizando sua virgindade, e ela assinava "Jehanne". No século XVI, ela ficou conhecida como a "Donzela de Orleães".

## Nascimento e contexto histórico

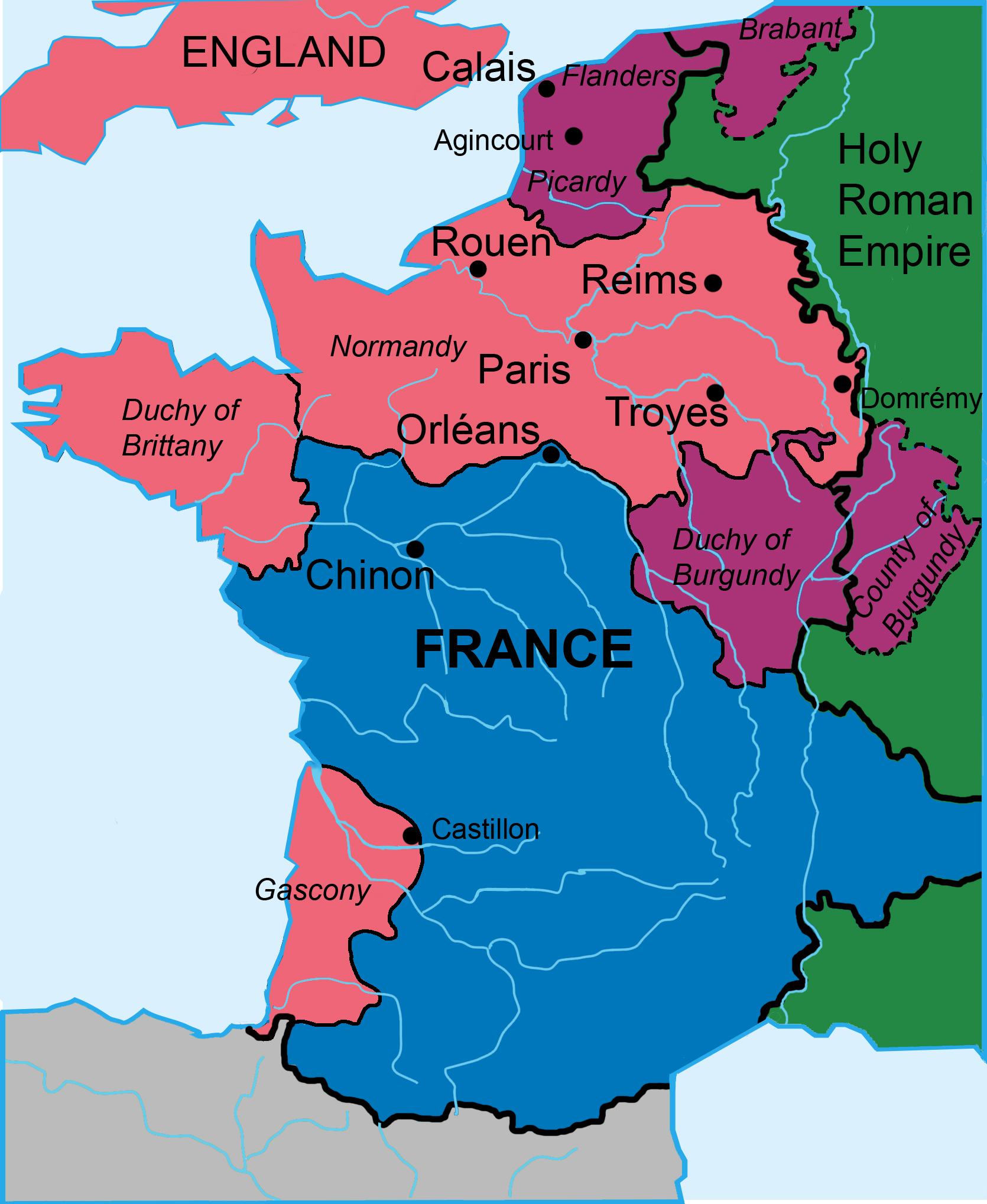
A situação da França em 1429
----
Áreas controladas por Henrique VI da Inglaterra
Áreas controladas por Filipe III da Borgonha
Áreas controladas por Carlos VII da França

Joana d'Arc nasceu por volta de 1412 em Domrémy, uma pequena vila no vale do Meuse, atualmente no departamento de Vosges, no nordeste da França. Sua data de nascimento é desconhecida, e suas declarações sobre sua idade eram vagas. Seus pais eram Jacques d'Arc e Isabelle Romée. Joana tinha três irmãos e uma irmã. Seu pai era um camponês agricultor com cerca de 50 acres (20 hectares) de terra, e complementava a renda da família como oficial da aldeia, cobrando impostos e liderando a guarda local.
Ela nasceu durante a Guerra dos Cem Anos entre Inglaterra e França, que havia começado em 1337 devido ao status de territórios ingleses na França e às reivindicações inglesas ao trono francês. Quase todos os combates ocorreram na França, devastando sua economia. Na época do nascimento de Joana, a França estava politicamente dividida. O rei francês Carlos VI tinha crises recorrentes de doença mental e frequentemente era incapaz de governar;  seu irmão Luís, o Duque de Orleães, e seu primo João Sem Medo, o Duque da Borgonha, disputavam a regência da França. Em 1407, o Duque da Borgonha ordenou o assassinato do Duque de Orleães, precipitando uma guerra civil. Carlos de Orleães sucedeu seu pai como duque aos treze anos e foi colocado sob a custódia de Bernardo, Conde de Armagnac; seus apoiadores ficaram conhecidos como "Armagnacs", enquanto os apoiadores do Duque da Borgonha ficaram conhecidos como "Borguinhões". O futuro rei francês Carlos VII assumiu o título de Delfim (herdeiro do trono) após a morte de seus quatro irmãos mais velhos e era associado aos Armagnacs.
Henrique V da Inglaterra explorou as divisões internas da França ao invadir o país em 1415. Os Borguinhões tomaram Paris em 1418. Em 1419, o Delfim ofereceu uma trégua para negociar a paz com o Duque da Borgonha, mas o duque foi assassinado por partidários Armagnacs de Carlos durante as negociações. O novo duque da Borgonha, Filipe, o Bom, aliou-se aos ingleses. Carlos VI acusou o Delfim de assassinar o Duque da Borgonha e declarou-o inapto para herdar o trono francês. Durante um período de doença, a esposa de Carlos, Isabel da Baviera, assumiu seu lugar e assinou o Tratado de Troyes, que deu sua filha Catarina de Valois em casamento a Henrique V, garantiu a sucessão do trono francês aos seus herdeiros e efetivamente deserdou o Delfim. Isso gerou rumores de que o Delfim não era filho do rei Carlos VI, mas fruto de um caso adúltero entre Isabel e o duque de Orleães assassinado. Em 1422, Henrique V e Carlos VI morreram com dois meses de diferença; o recém-nascido Henrique VI da Inglaterra era o herdeiro nominal da dupla monarquia anglo-francesa conforme acordado no tratado, mas o Delfim continuava a reivindicar o trono francês.

## Primeiros anos

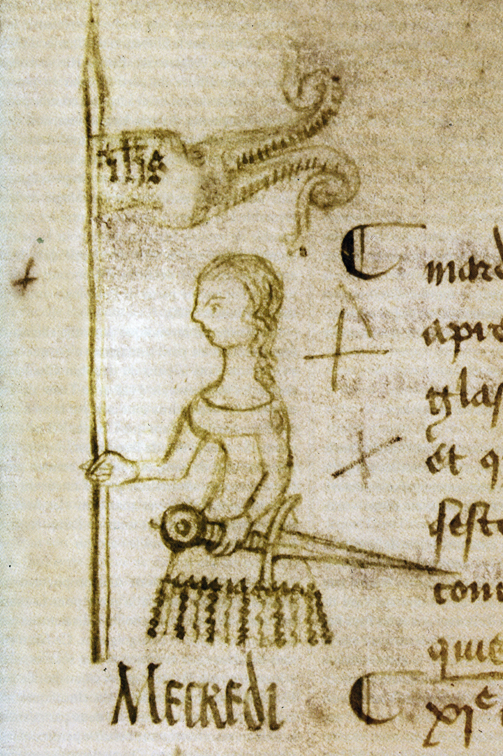
Representação mais antiga existente de Joana d'Arc; desenho de Clément de Fauquembergue (maio de 1429, Arquivos Nacionais Franceses).

Em sua juventude, Joana realizava tarefas domésticas, fiava lã, ajudava seu pai nos campos e cuidava dos animais da família. Sua mãe foi responsável pela educação religiosa de Joana. Grande parte de Domrémy ficava no Ducado de Bar, cujo status feudal exato era incerto; embora cercado por terras pró-Borguinhões, seu povo era leal à causa armagnac. Em 1419, a guerra já havia afetado a região e em 1425, Domrémy foi atacada e o gado foi roubado. Isso gerou um sentimento entre os moradores de que os ingleses precisavam ser expulsos da França para alcançar a paz. Joana teve sua primeira visão após esse ataque.
Joana posteriormente testemunhou que, quando tinha treze anos, por volta de 1425, uma figura que ela identificou como São Miguel, cercado por anjos, apareceu a ela no jardim. Após essa visão, ela disse que chorou porque queria que eles a levassem com eles. Ao longo de sua vida, ela teve visões de São Miguel, um santo padroeiro da região de Domrémy que era visto como um defensor da França. Ela afirmou que tinha essas visões frequentemente e que muitas vezes as experimentava quando os sinos da igreja tocavam. Suas visões também incluíam Santa Margarida e Santa Catarina; embora Joana nunca tenha especificado, provavelmente eram Margarida de Antioquia e Catarina de Alexandria, as mais conhecidas na região. Ambas eram conhecidas como santas virgens que enfrentaram inimigos poderosos, foram torturadas e martirizadas por suas crenças e preservaram sua virtude até a morte. Joana testemunhou que jurou um voto de castidade a essas vozes. Quando um jovem de sua vila alegou que ela havia quebrado uma promessa de casamento, Joana declarou que não havia feito nenhuma promessa a ele e o caso foi rejeitado por um tribunal eclesiástico.
Durante a juventude de Joana, circulava no interior da França uma profecia, baseada nas visões de Marie Robine de Avignon, que prometia que uma virgem armada surgiria para salvar a França. Outra profecia, atribuída a Merlin, dizia que uma virgem carregando um estandarte acabaria com o sofrimento da França. Joana deu a entender que era essa donzela prometida, lembrando as pessoas ao seu redor de que havia um ditado que dizia que a França seria destruída por uma mulher, mas seria restaurada por uma virgem. Em maio de 1428, ela pediu a seu tio que a levasse até a cidade próxima de Vaucouleurs, onde solicitou ao comandante da guarnição, Robert de Baudricourt, uma escolta armada para a corte de Carlos VII em Chinon. Baudricourt recusou duramente e a mandou de volta para casa. Em julho, Domrémy foi atacada por tropas borgonhesas, que incendiaram a cidade, destruíram as colheitas e forçaram Joana, sua família e os outros moradores a fugirem. Ela voltou a Vaucouleurs em janeiro de 1429. Sua solicitação foi novamente recusada, mas, dessa vez, ela já havia ganhado o apoio de dois soldados de Baudricourt, Jean de Metz e Bertrand de Poulengy. Enquanto isso, ela foi convocada para Nancy sob salvo-conduto por Carlos II, Duque da Lorena, que havia ouvido falar de Joana durante sua estadia em Vaucouleurs. O duque estava doente e pensava que ela poderia ter poderes sobrenaturais capazes de curá-lo. Ela não ofereceu nenhuma cura, mas o repreendeu por viver com sua amante.
Os irmãos de Henrique V, João de Lancaster, 1º Duque de Bedford, e Humberto, Duque de Gloucester, continuaram a conquista inglesa na França. Grande parte do norte da França, Paris e partes do sudoeste estavam sob controle anglo-borgonhês. Os borgonheses controlavam Reims, o local tradicional para a coroação dos reis franceses; Carlos ainda não havia sido coroado, e fazê-lo em Reims ajudaria a legitimar sua reivindicação ao trono. Em julho de 1428, os ingleses começaram a cercar Orleães e quase isolaram a cidade do restante do território de Carlos ao capturar muitas das pequenas cidades-ponte no rio Loire. A cidade de Orleães era estrategicamente importante como o último obstáculo para um ataque ao restante do território ainda controlado por Carlos. De acordo com o testemunho posterior de Joana, foi nesse período que suas visões lhe disseram para deixar Domrémy para ajudar o Delfim Carlos. Baudricourt concordou com uma terceira reunião com Joana em fevereiro de 1429, por volta da época em que os ingleses capturaram um comboio de socorro armagnac na Batalha de Rouvray durante o Cerco de Orleães. Suas conversas, junto com o apoio de Metz e Poulengy, convenceram Baudricourt a permitir que ela fosse a Chinon para uma audiência com o Delfim. Joana viajou com uma escolta de seis soldados. Antes de partir, Joana vestiu roupas masculinas, que foram fornecidas por seus escoltas e pelos habitantes de Vaucouleurs. Ela continuou a usar roupas masculinas pelo resto de sua vida.

## Encontro com Carlos

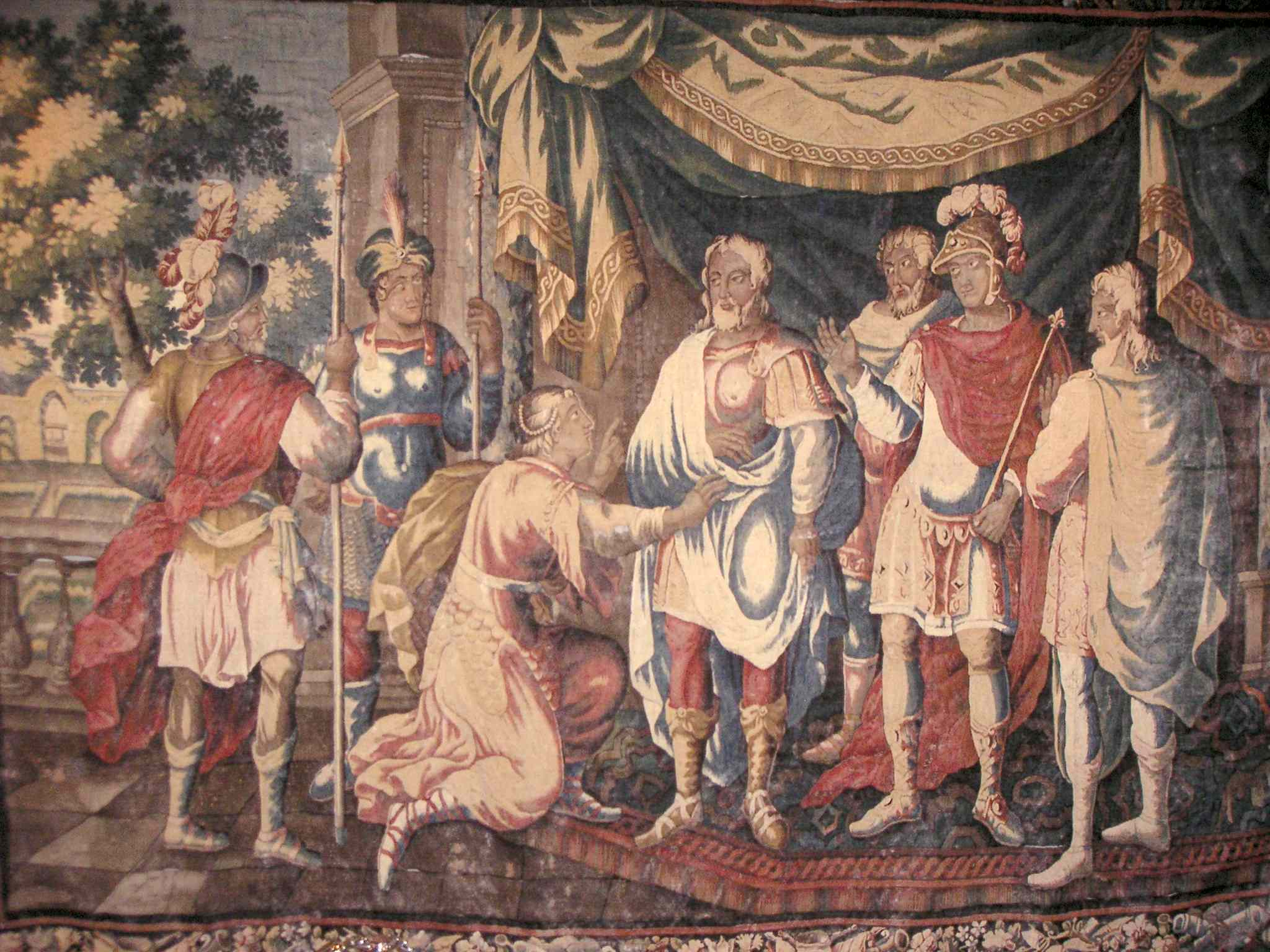
Joana reconhece Carlos VII em Chinon

Carlos VII encontrou Joana pela primeira vez na Corte Real em Chinon no final de fevereiro ou início de março de 1429, quando ela tinha dezessete anos e ele tinha vinte e seis. Ela disse a ele que havia vindo para encerrar o cerco de Orleães e levá-lo a Reims para sua coroação. Eles tiveram uma conversa privada que causou uma forte impressão em Carlos; ela teria dito para o Delfim: "Senhor, vim conduzir os seus exércitos à vitória". Jean Pasquerel, confessor de Joana, posteriormente testemunhou que ela lhe disse que havia tranquilizado o Delfim de que ele era filho de Carlos VI e o legítimo rei.
Carlos e seu conselho precisavam de mais garantias, enviando Joana a Poitiers para ser examinada por um conselho de teólogos, que declararam que ela era uma boa pessoa e uma boa católica. Eles não chegaram a uma decisão sobre a origem da inspiração de Joana, mas concordaram que enviá-la a Orleães poderia ser útil ao rei e serviria para testar se sua inspiração era de origem divina. Joana foi então enviada a Tours para ser examinada fisicamente por mulheres designadas pela sogra de Carlos, Iolanda de Aragão, que verificaram sua virgindade. Isso foi feito para estabelecer se ela poderia de fato ser a virgem salvadora da França prevista na profecia, para mostrar a pureza de sua devoção e para garantir que ela não havia se envolvido com o Diabo.
O Delfim, tranquilizado pelos resultados desses testes, encomendou uma armadura de placas para ela. Joana desenhou seu próprio estandarte e mandou trazer uma espada debaixo do altar na igreja de Sainte-Catherine-de-Fierbois. Por volta dessa época, ela começou a se autodenominar "Joana, a Donzela", enfatizando sua virgindade como um sinal de sua missão.
Antes da chegada de Joana a Chinon, a situação estratégica dos armagnacs era ruim, mas não desesperadora. Os exércitos leais a Carlos VII estavam preparados para suportar um cerco prolongado em Orleães, os borgonheses haviam se retirado recentemente do cerco devido a desentendimentos sobre territórios e os ingleses estavam debatendo se deveriam continuar. No entanto, após quase um século de guerra, os armagnacs estavam desmoralizados. Assim que Joana se juntou à causa do Delfim, sua personalidade começou a levantar o ânimo deles, inspirando devoção e esperança de assistência divina. Sua crença na origem divina de sua missão transformou o conflito anglo-francês de longa data sobre herança em uma guerra religiosa. Antes de iniciar a jornada para Orleães, Joana ditou uma carta ao Duque de Bedford, avisando-o de que fora enviada por Deus para expulsá-lo da França.

## Campanhas militares

### Vitória em Orleães

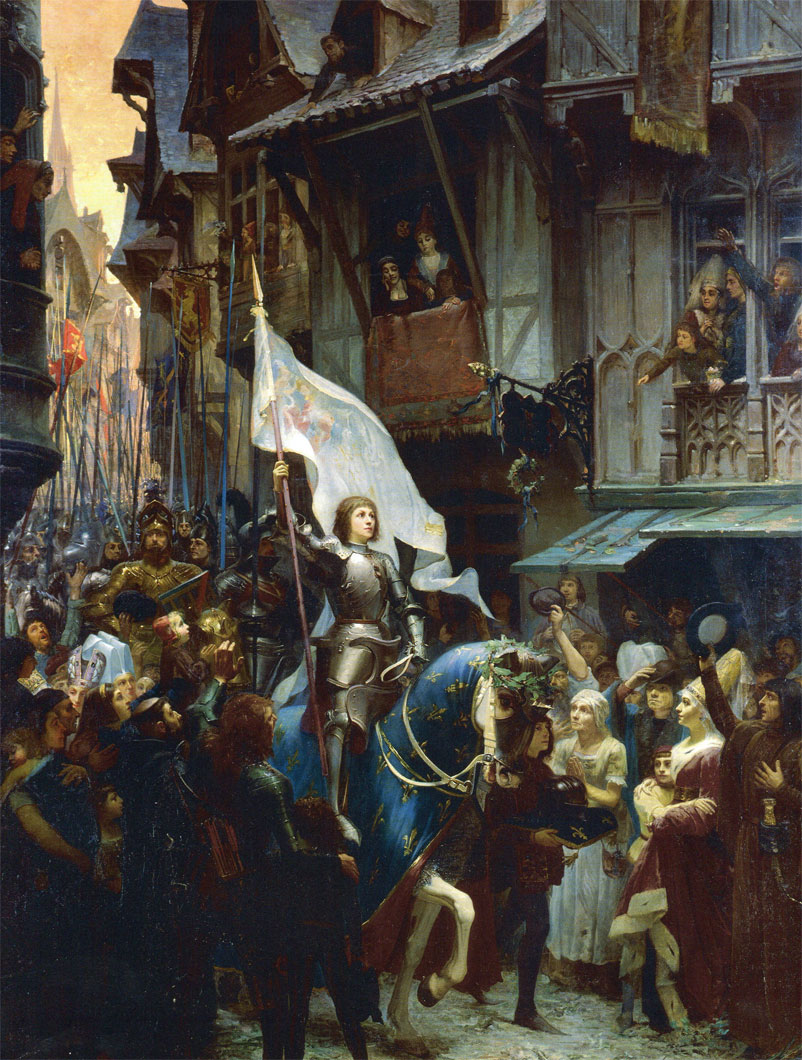
Joana D'Arc entra em Orleães, por Jean-Jacques Scherrer (de 1887, no Musée des Beaux-Arts d'Orléans).

Na última semana de abril de 1429, Joana partiu de Blois como parte de um exército que levava suprimentos para socorrer a sitiada cidade de Orleães. Ela chegou lá em 29 de abril e encontrou o comandante Jean de Dunois, o "Bastardo de Orleães". A região de Orleães não estava completamente isolada e Dunois conseguiu colocá-la na cidade, onde foi recebida com entusiasmo pela população. Inicialmente, Joana foi tratada como uma figura simbólica para levantar o moral, exibindo seu estandarte no campo de batalha e abençoando as tropas fiéis a Carlos VII (os Armagnacs). Ela não recebeu nenhum comando formal, nem foi incluída nos conselhos militares, mas rapidamente conquistou o apoio dos exércitos armagnacs. Joana sempre parecia estar presente onde o combate era mais intenso, frequentemente permanecendo na linha de frente e transmitindo aos soldados a sensação de que lutava por sua salvação. Os comandantes armagnacs às vezes aceitavam seus conselhos (possivelmente acreditando que suas instruções tinham origem divina), sobre questões como decidir qual posição atacar, quando continuar um assalto e como posicionar a artilharia.
Em 4 de maio, os armagnacs iniciaram uma ofensiva, atacando a fortaleza de Saint-Loup. Quando Joana soube do ataque, ela cavalgou com seu estandarte até o local da batalha, a cerca de uma milha a leste de Orleães. Ela chegou enquanto os soldados armagnacs recuavam após uma tentativa fracassada de ataque. Sua aparição reanimou os soldados, que atacaram novamente e tomaram a fortaleza. Em 5 de maio, não houve combates, pois era quinta-feira da Ascensão, um dia de festa. Ela ditou outra carta aos ingleses, ordenando que deixassem a França, e a carta foi amarrada a um virote disparado por um besteiro.
Os franceses armagnacs retomaram a ofensiva em 6 de maio, capturando Saint-Jean-le-Blanc, que havia sido abandonada pelos ingleses. Os comandantes armagnacs queriam parar e descansar, mas Joana os incentivou a lançar um ataque a les Augustins, uma fortaleza inglesa construída ao redor de um mosteiro. Após a tomada da fortaleza, os comandantes armagnacs desejavam consolidar os ganhos, mas Joana novamente argumentou a favor de continuar a ofensiva. As tropas francesas, naquele momento, estavam entusiasmadas com a presença de Joana, alimentando o fervor religioso e patriótico neles. Na manhã de 7 de maio, os franceses atacaram a principal fortaleza inglesa, les Tourelles. Joana foi ferida por uma flecha entre o pescoço e o ombro enquanto segurava seu estandarte na trincheira na margem sul do rio, mas depois retornou para encorajar o assalto final que tomou a fortaleza. Os ingleses abandonaram Orleães em 8 de maio, encerrando o cerco.
Em Chinon, Joana havia declarado que foi enviada por Deus. Em Poitiers, quando pediram que ela mostrasse um sinal que demonstrasse essa afirmação, ela respondeu que isso aconteceria se fosse levada a Orleães. A libertação do cerco foi interpretada por muitos como esse sinal. Clérigos proeminentes como Jacques Gélu, arcebispo de Embrun, e o teólogo Jean Gerson escreveram tratados em apoio a Joana após essa vitória. Em contraste, os ingleses viam a capacidade dessa camponesa de derrotar seus exércitos como prova de que ela estava possuída pelo diabo.

### Campanha de Loire

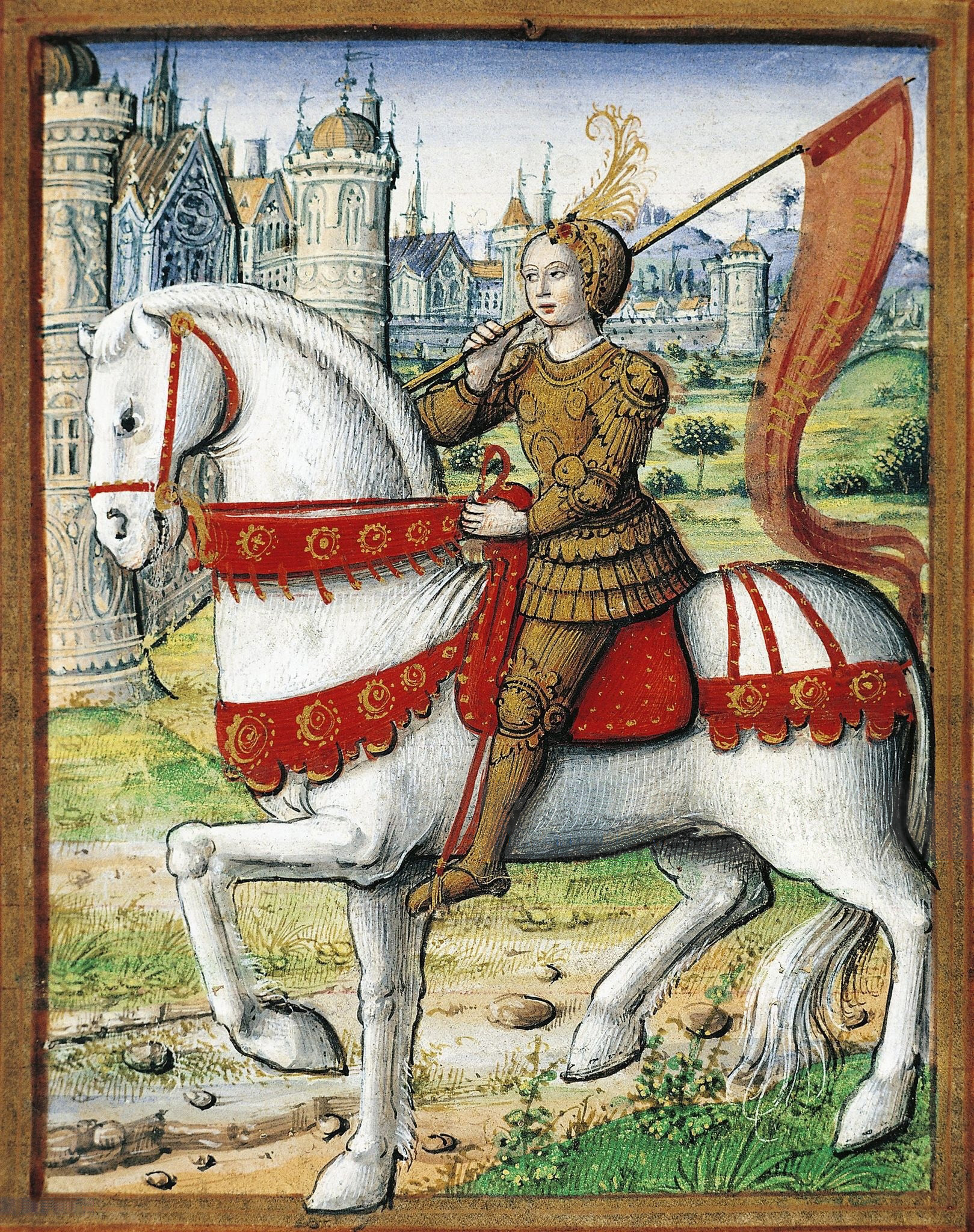
Joana d'Arc, retratada a cavalo em uma ilustração de um manuscrito de 1504, em Loire, por Jean Pichore.

Após o sucesso em Orleães, Joana insistiu que as tropas francesas armagnacs avançassem rapidamente em direção a Reims para coroar o Delfim. Carlos permitiu que ela acompanhasse o exército sob o comando de João II, Duque de Alençon, que trabalhou de forma colaborativa com Joana e frequentemente seguiu seus conselhos. Antes de avançar para Reims, os armagnacs precisavam recapturar as cidades-ponte ao longo do Loire: Jargeau, Meung-sur-Loire e Beaugency. Isso abriria caminho para Carlos e seu séquito, que precisariam cruzar o Loire próximo a Orleães para viajar de Chinon a Reims.
A campanha para expulsar a presença inglesa das cidades do Vale do Loire começou em 11 de junho, quando as forças franceses lideradas pelo Duque de Alençon e por Joana chegaram a Jargeau e forçaram os ingleses a recuar para dentro das muralhas da cidade. Joana enviou uma mensagem aos ingleses pedindo que se rendessem; eles recusaram e ela defendeu um ataque direto às muralhas no dia seguinte. No final do dia, a cidade foi tomada. Os armagnacs fizeram poucos prisioneiros e muitos dos ingleses que se renderam foram mortos. Durante essa campanha, Joana continuou a ficar perto da linha de frente, embora ela não tenha combatido de fato. Em um momento, ela começou a subir uma escada de cerco com seu estandarte em mãos, mas antes de alcançar a muralha, foi atingida por uma pedra que partiu seu elmo.
O exército de Alençon e Joana avançou para tomar Meung-sur-Loire. Em 15 de junho, eles tomaram o controle da ponte da cidade e a guarnição inglesa recuou para um castelo na margem norte do Loire. A maior parte do exército continuou pela margem sul do Loire para cercar o castelo em Beaugency.
Enquanto isso, o exército inglês vindo de Paris, sob o comando de Sir John Fastolf, havia se unido à guarnição em Meung e avançava pela margem norte do Loire para socorrer Beaugency. Sem saber disso, a guarnição inglesa em Beaugency se rendeu em 18 de junho. O exército principal inglês recuou em direção a Paris; Joana incentivou os armagnacs a persegui-los, e os dois exércitos se enfrentaram na Batalha de Patay ainda naquele dia. Os ingleses haviam preparado suas forças para emboscar um ataque francês com arqueiros escondidos, mas a vanguarda armagnac os detectou e os dispersou. Seguiu-se uma derrota que dizimou o exército inglês. Fastolf escapou com um pequeno grupo de soldados, mas muitos líderes ingleses foram capturados. Joana chegou ao campo de batalha tarde demais para participar da ação decisiva, mas seu incentivo para perseguir os ingleses tornou a vitória possível.

### Coroação de Carlos VII e o cerco de Paris

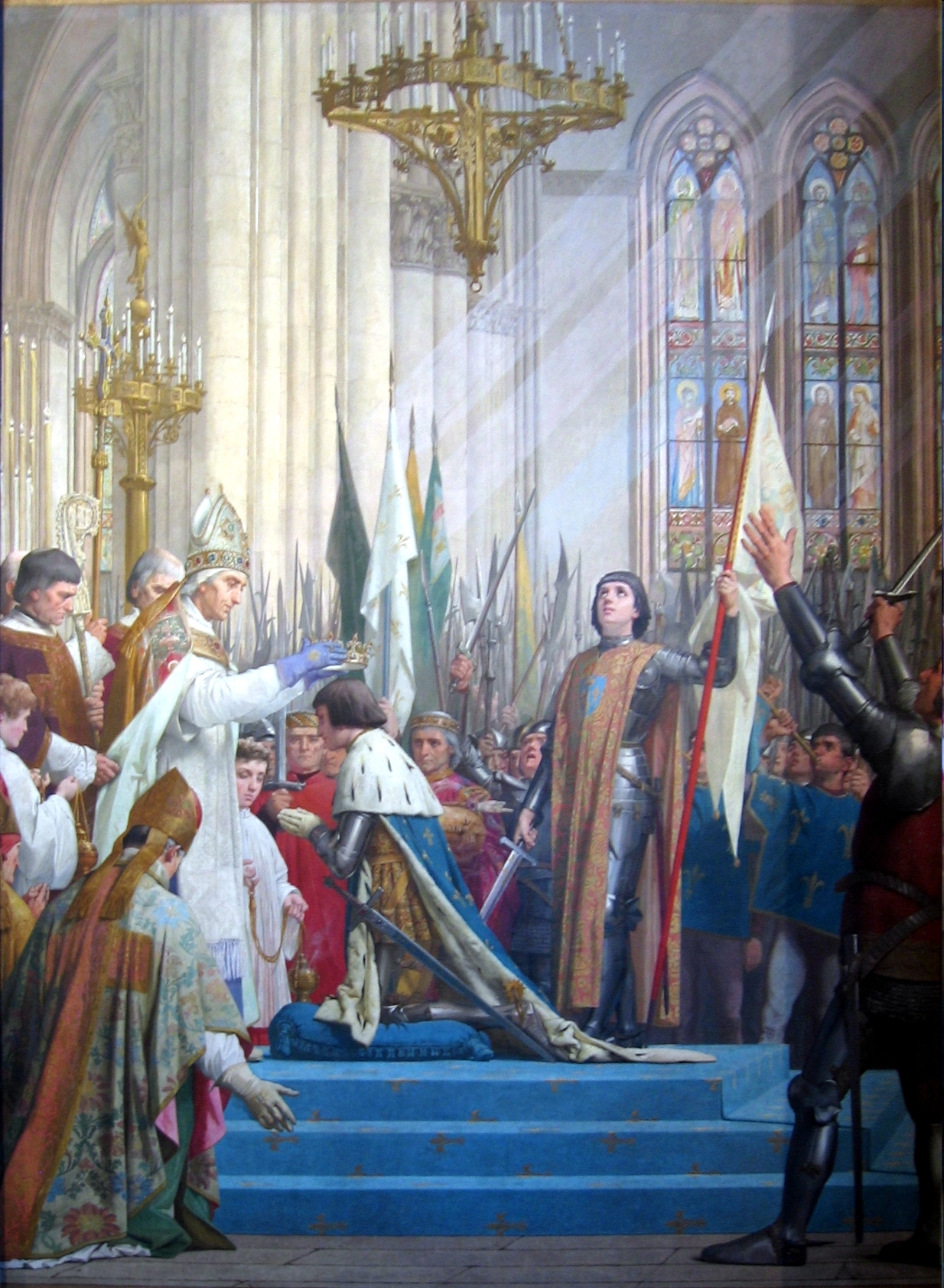
A coroação de Carlos VII em Reims.

Após a destruição do exército inglês em Patay, alguns líderes armagnacs sugeriram uma invasão da Normandia controlada pelos ingleses, mas Joana permaneceu firme em sua insistência de que Carlos precisava ser coroado. O Delfim concordou, e o exército partiu de Gien em 29 de junho para marchar em direção a Reims. O avanço encontrou pouca oposição. A cidade de Auxerre, controlada pelos borgonheses, se rendeu em 3 de julho após três dias de negociações e outras cidades no caminho do exército retornaram à lealdade a Carlos e os armagnacs sem resistência. Troyes, que tinha uma pequena guarnição de tropas inglesas e borgonhesas, foi a única a resistir. Após quatro dias de negociação, Joana ordenou que os soldados enchessem o fosso da cidade com madeira e dirigiu o posicionamento da artilharia. Temendo um ataque, Troyes negociou sua rendição.
Reims abriu seus portões em 16 de julho de 1429. Carlos, Joana e o exército entraram na cidade ao anoitecer, e a consagração de Carlos ocorreu na manhã seguinte. Joana recebeu um lugar de honra na cerimônia, e declarou que a vontade de Deus havia sido cumprida.
Após a consagração, a corte real negociou uma trégua de quinze dias com o Duque de Borgonha, que prometeu tentar organizar a transferência de Paris para os armagnacs enquanto continuava as negociações por uma paz definitiva. Ao final da trégua, Borgonha rompeu sua promessa. Joana e o Duque de Alençon eram a favor de uma marcha rápida em direção a Paris, mas divisões na corte de Carlos e as contínuas negociações de paz com Borgonha levaram a um avanço lento.

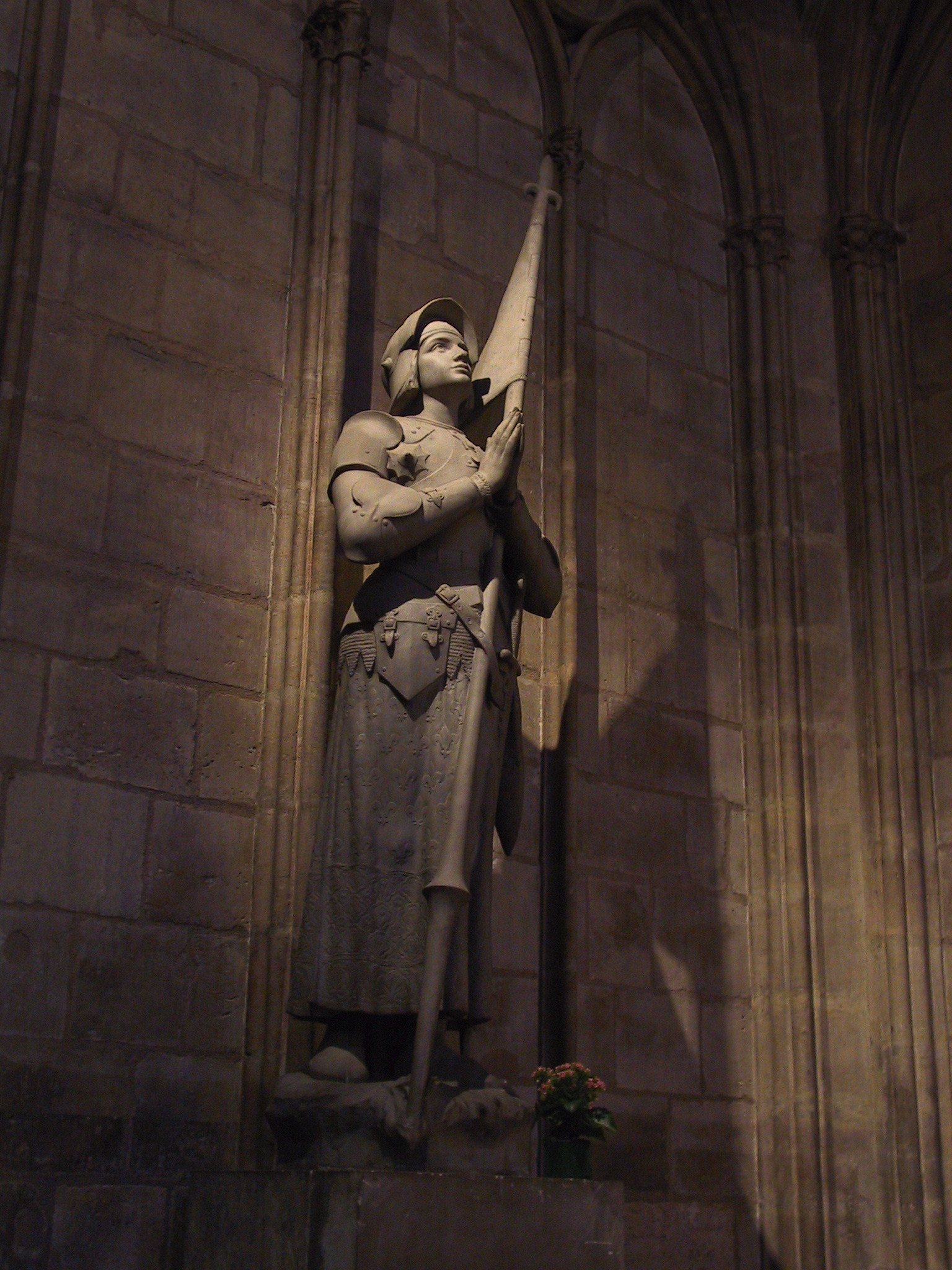
Estátua de Joana d'Arc na Catedral de Notre-Dame de Paris

À medida que o exército de Carlos VII se aproximava de Paris, muitas cidades no caminho se renderam sem luta. Em 15 de agosto, as forças inglesas sob o comando do Duque de Bedford enfrentaram os armagnacs perto de Montépilloy em uma posição fortificada que os comandantes armagnacs consideraram forte demais para ser atacada. Joana cavalgou até a frente das posições inglesas para tentar provocá-los a atacar. Eles recusaram, resultando em um impasse. Os ingleses recuaram no dia seguinte. Os franceses leais ao rei continuaram seu avanço e lançaram um ataque a Paris em 8 de setembro. Durante os combates, Joana foi ferida na perna por um virote de besta. Ela permaneceu em uma trincheira abaixo das muralhas da cidade até ser resgatada após o anoitecer. Os armagnacs sofreram 1 500 baixas nessa luta. Na manhã seguinte, Carlos ordenou o fim do ataque. Joana ficou insatisfeita e argumentou que o ataque deveria continuar. Ela e Alençon haviam feito novos planos para atacar Paris, mas Carlos mandou desmontar uma ponte que dava acesso à cidade e era necessária para o ataque, forçando o exército lealista a recuar.
Após a derrota em Paris, o papel de Joana na corte francesa diminuiu. Sua independência agressiva não condizia com o foco da corte em encontrar uma solução diplomática com Borgonha, e seu papel na derrota em Paris reduziu a confiança da corte nela. Acadêmicos da Universidade de Paris argumentaram que ela falhou em tomar Paris porque sua inspiração não era divina. Em setembro, Carlos dissolveu o exército e Joana não foi autorizada a trabalhar novamente com o Duque de Alençon.

### Campanha contra Perrinet Gressart

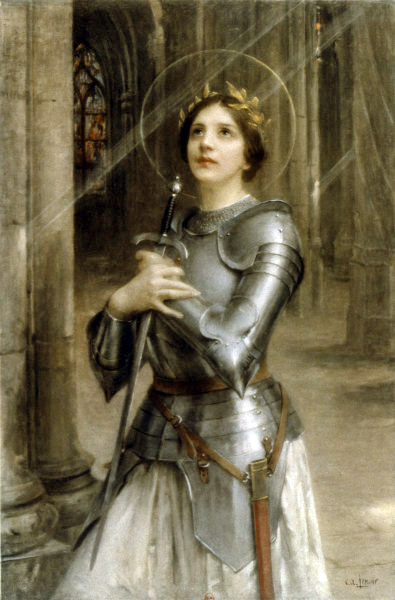
Jeanne d'Arc, por Charles-Amable Lenoir.

Em outubro de 1429, Joana foi enviada como parte de uma força para atacar o território de Perrinet Gressart, um mercenário que serviu aos borgonheses e ingleses. O exército cercou a cidade de Saint-Pierre-le-Moûtier, que caiu depois que Joana encorajou um ataque direto em 4 de novembro. O exército francês tentou então, sem sucesso, tomar La-Charité-sur-Loire em novembro e em dezembro, e tiveram que abandonar sua artilharia durante a retirada. Essa derrota diminuiu ainda mais a reputação de Joana.
Joana voltou à corte no final de dezembro, onde soube que ela e sua família haviam sido enobrecidas por Carlos como recompensa por seus serviços a ele e ao reino. Antes do ataque de setembro a Paris, Carlos negociou uma trégua de quatro meses com os borgonheses, que foi estendida até a páscoa de 1430. Durante esta trégua, a corte francesa não precisou de Joana e sua influência com a casa real diminuiu.

### Cerco de Compiègne e captura
O Duque de Borgonha começou a retomar cidades que lhe haviam sido cedidas por tratado, mas que ainda não haviam se submetido a eles. Compiègne era uma dessas cidades entre muitas em áreas que os armagnacs haviam recapturado nos meses anteriores. Joana partiu com um grupo de voluntários no final de março de 1430 para socorrer a cidade, que estava sob cerco. Essa expedição não tinha a permissão explícita do rei Carlos VII, que ainda mantinha a trégua. Alguns escritores sugerem que a expedição de Joana a Compiègne sem permissão documentada da corte foi uma ação desesperada e traiçoeira, mas outros argumentam que ela não poderia ter lançado a expedição sem o apoio financeiro da corte.
Em abril, Joana chegou a Melun, que havia expulsado sua guarnição borgonhesa. À medida que Joana avançava, suas forças cresciam com a adesão de outros comandantes. As tropas de Joana avançaram até Lagny-sur-Marne e derrotaram uma força anglo-borgonhesa comandada pelo mercenário Franquet d'Arras, que foi capturado. Tipicamente, ele seria resgatado ou trocado pela força capturadora, mas Joana permitiu que os moradores da cidade o executassem após um julgamento.

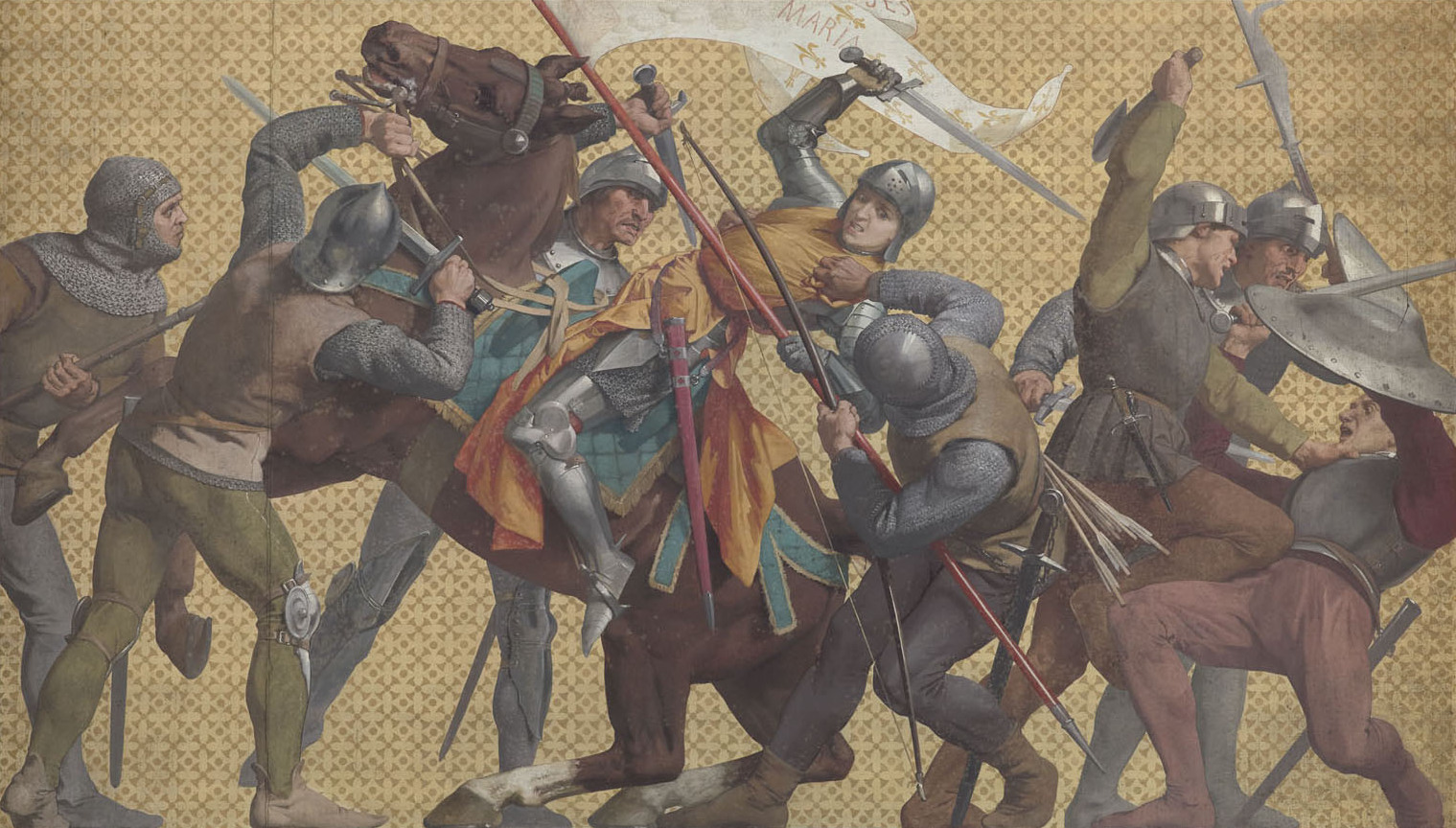
Mural Joana capturada pelos borgonheses em Compiègne, por Jules-Eugène Lenepveu (c. 1886–1890, Panthéon de Paris).

Joana chegou a Compiègne em 14 de maio. Após investidas defensivas contra os sitiantes borgonheses, ela foi forçada a dispersar a maioria do exército, pois havia se tornado difícil para o campo ao redor sustentar as tropas. Joana e aproximadamente 400 soldados restantes entraram na cidade.
Em 23 de maio de 1430, Joana acompanhou uma força armagnac que saiu de Compiègne para atacar o acampamento borgonhês em Margny, ao nordeste da cidade. O ataque falhou e Joana foi capturada; ela concordou em se render a um nobre pró-borgonhês chamado Lyonnel de Wandomme, membro do contingente de Jean II de Luxembourg-Ligny, que rapidamente a levou para seu castelo em Beaulieu-les-Fontaines, perto de Noyes. Após sua primeira tentativa de fuga, ela foi transferida para o Castelo de Beaurevoir. Lá, ela fez outra tentativa de fuga, saltando de uma janela de uma torre e caindo em um fosso seco; ela se feriu, mas sobreviveu. Em novembro, foi transferida para a cidade borgonhesa de Arras.
Os ingleses e borgonheses celebraram o fato de Joana ter sido removida como uma ameaça militar. Os ingleses negociaram com seus aliados borgonheses para pagar o resgate de Joana e transferi-la para sua custódia. O bispo Pierre Cauchon de Beauvais, um partidário do Duque de Borgonha e da coroa inglesa, desempenhou um papel importante nessas negociações, que foram concluídas em novembro. O acordo final previa que os ingleses pagassem 10 000 libras tournois para obtê-la de Jean II. Após o pagamento do resgate, os ingleses transferiram Joana para Rouen, sua principal sede na França. Não há evidências de que Carlos tenha tentado salvar Joana após sua transferência para os ingleses.

## Julgamentos e execução

### O julgamento

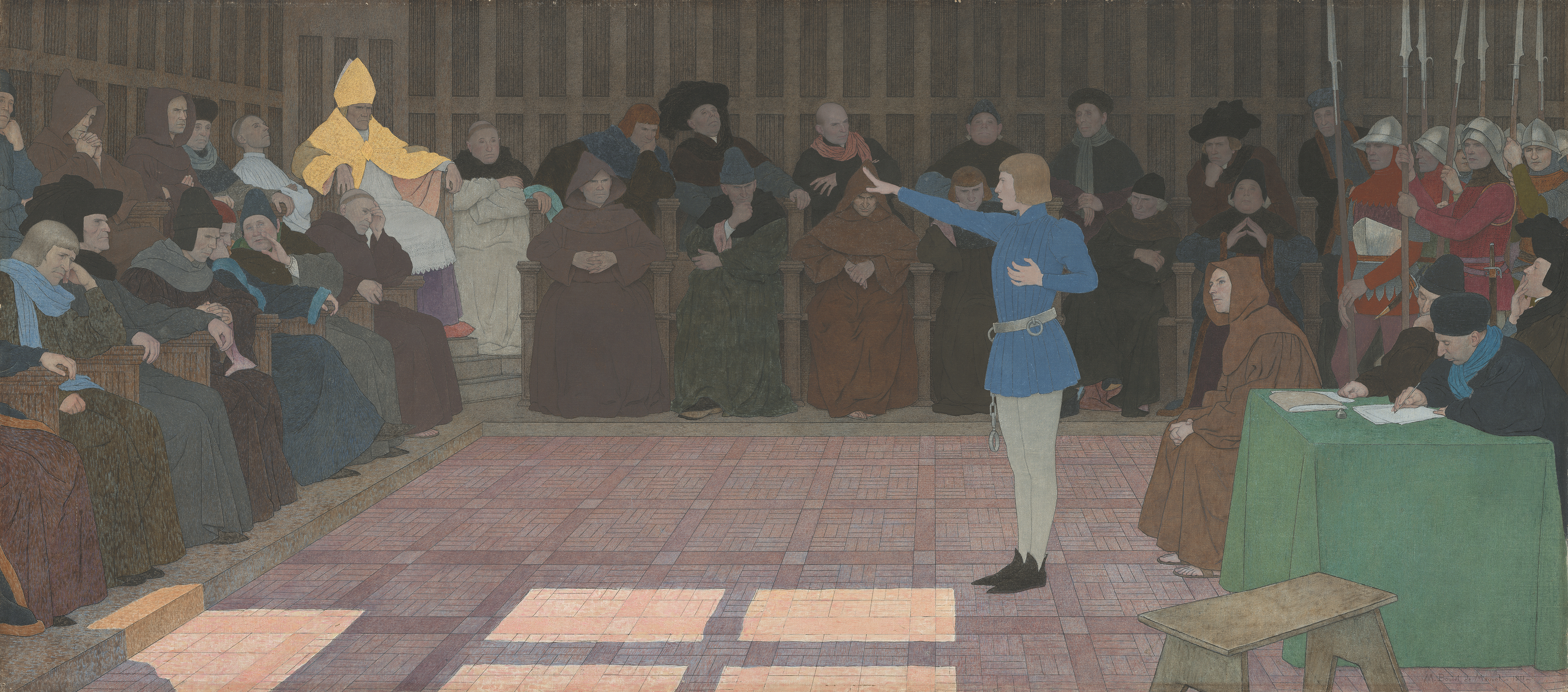
O julgamento de Joana d'Arc, de Louis Maurice Boutet de Monvel (1909–1910, Galeria Nacional de Arte, de Washington, DC).

Joana foi julgada por heresia em Rouen em 9 de janeiro de 1431. Ela foi acusada de blasfemar por usar roupas masculinas, de agir com base em visões demoníacas e de se recusar a submeter suas palavras e ações à igreja, pois afirmava que seria julgada apenas por Deus. Os captores de Joana minimizaram os aspectos seculares do julgamento, submetendo-a a um tribunal eclesiástico, mas o julgamento foi politicamente motivado. Joana testemunhou que suas visões a instruíram a derrotar os ingleses e coroar Carlos, e seu sucesso foi argumentado como prova de que ela estava agindo em nome de Deus. Se não fosse contestado, seu testemunho invalidaria a reivindicação inglesa ao governo da França e enfraqueceria a Universidade de Paris, que apoiava a monarquia dual governada por um rei inglês.

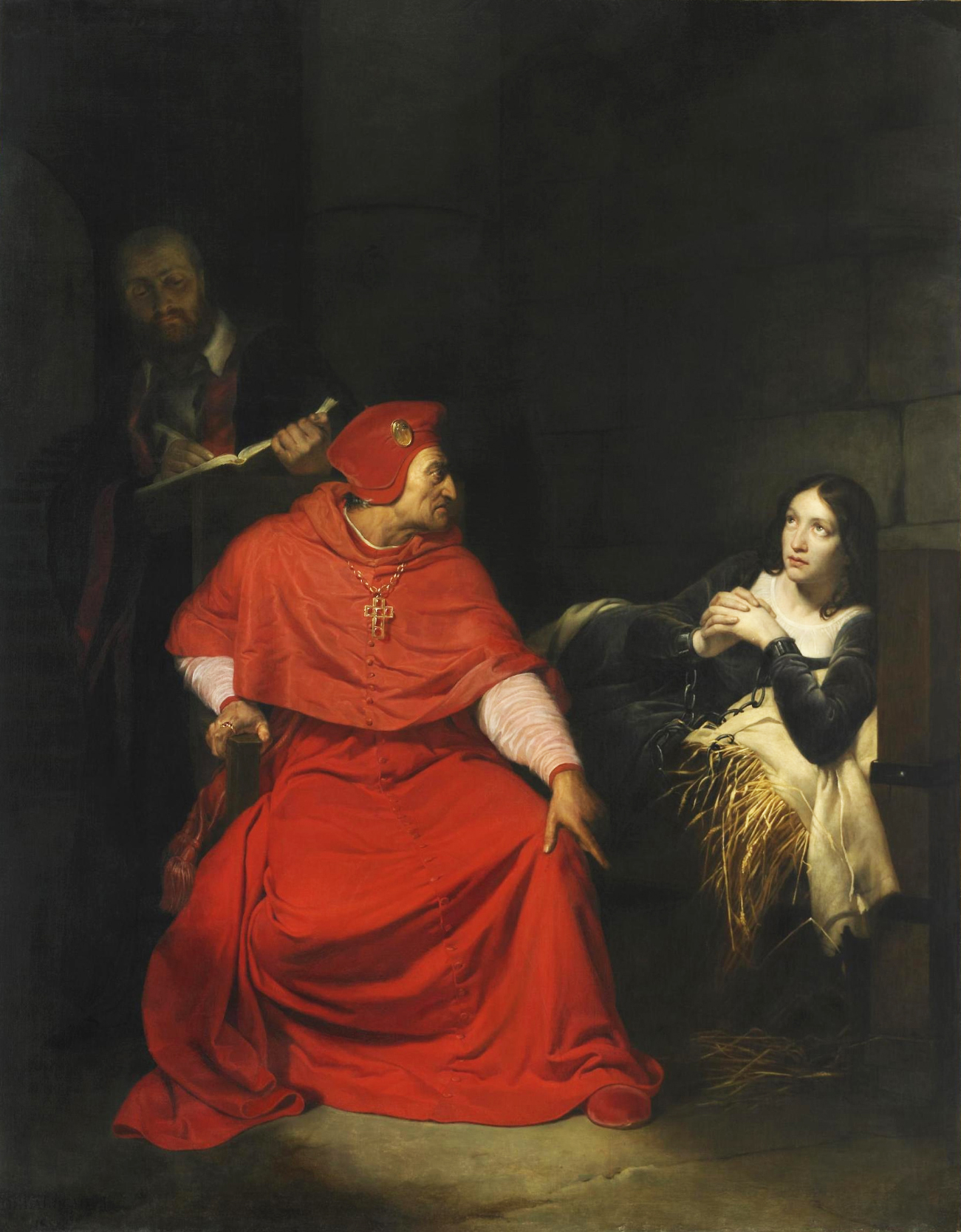
Pintura histórica por Paul Delaroche mostrando o cardeal Henrique Beaufort interrogando Joana d'Arc na prisão

O veredicto já estava definido antes mesmo do julgamento começar. A culpa de Joana poderia ser usada para comprometer as reivindicações de legitimidade de Carlos, mostrando que ele havia sido consagrado pelo ato de uma herege. Cauchon atuou como juiz ordinário do julgamento. Os ingleses financiaram o julgamento, incluindo pagamentos a Cauchon e a Jean Le Maître, que representava o Inquisidor da França. Dos 131 clérigos que participaram do julgamento, apenas oito não eram franceses e dois terços eram associados à Universidade de Paris, mas a maioria era pró-borguinhões e pró-ingleses.
Cauchon tentou seguir o procedimento inquisitorial correto, mas o julgamento teve muitas irregularidades. Joana deveria estar sob custódia da igreja durante o julgamento e ser vigiada por mulheres, mas foi mantida pelos ingleses e guardada por soldados homens sob o comando do Duque de Bedford. Contrariando o direito canônico, Cauchon não estabeleceu a infâmia de Joana antes de iniciar o julgamento. Joana não foi informada das acusações contra ela até bem depois do início dos interrogatórios. Os procedimentos estavam abaixo dos padrões inquisitoriais, sujeitando Joana a longos interrogatórios sem assistência legal. Um dos clérigos do julgamento renunciou porque sentiu que o testemunho havia sido coagido e que o objetivo era incriminar Joana; outro contestou o direito de Cauchon de julgar o caso e foi preso. Há evidências de que os registros do julgamento foram falsificados.
Durante o julgamento, Joana demonstrou grande controle. Ela induziu os interrogadores a fazer perguntas de forma sequencial, em vez de simultânea, a se referirem aos registros quando apropriado e a encerrarem as sessões a seu pedido. Testemunhas do julgamento ficaram impressionadas com sua prudência ao responder às perguntas. Por exemplo, em uma troca de perguntas, ela foi questionada se sabia que estava na graça de Deus. A pergunta era uma armadilha teológica, pois a doutrina da igreja sustentava que ninguém poderia ter certeza de estar na graça de Deus. Se ela respondesse afirmativamente, seria acusada de heresia; se negativamente, estaria confessando sua própria culpa. Joana evitou a armadilha ao afirmar que, se não estivesse na graça de Deus, esperava que Deus a colocasse lá, e, se estivesse, esperava permanecer assim. Um dos notários do tribunal mais tarde testemunhou que os interrogadores ficaram atônitos com sua resposta. Para convencê-la a se submeter, Joana foi mostrada aos instrumentos de tortura. Quando se recusou a se intimidar, Cauchon reuniu cerca de uma dúzia de assessores (jurados eclesiásticos) para votar se ela deveria ser torturada. A maioria decidiu contra.

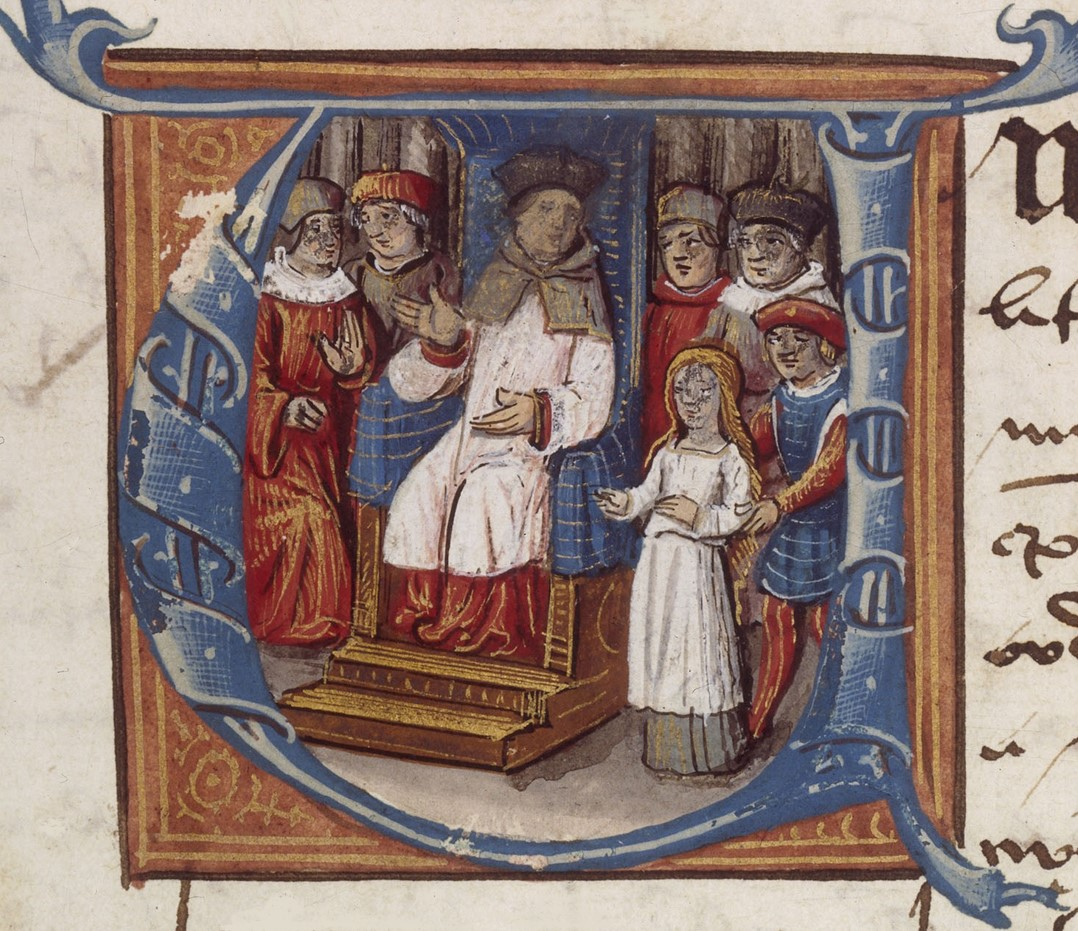
Miniatura de Pierre Cauchon presidindo o julgamento de Joana d'Arc, autor desconhecido (século XV, da Biblioteca Nacional da França).

No início de maio, Cauchon pediu à Universidade de Paris que deliberasse sobre doze artigos resumindo a acusação de heresia. A universidade aprovou as acusações. Em 23 de maio, Joana foi formalmente advertida pelo tribunal. No dia seguinte, foi levada ao pátio da igreja da abadia de Saint-Ouen para a condenação pública. Quando Cauchon começou a ler a sentença de Joana, ela concordou em se submeter. Foi-lhe apresentado um documento de abjuração, que incluía um acordo de que ela não portaria armas nem usaria roupas masculinas. O documento foi lido em voz alta para ela e ela o assinou.

### Morte na fogueira

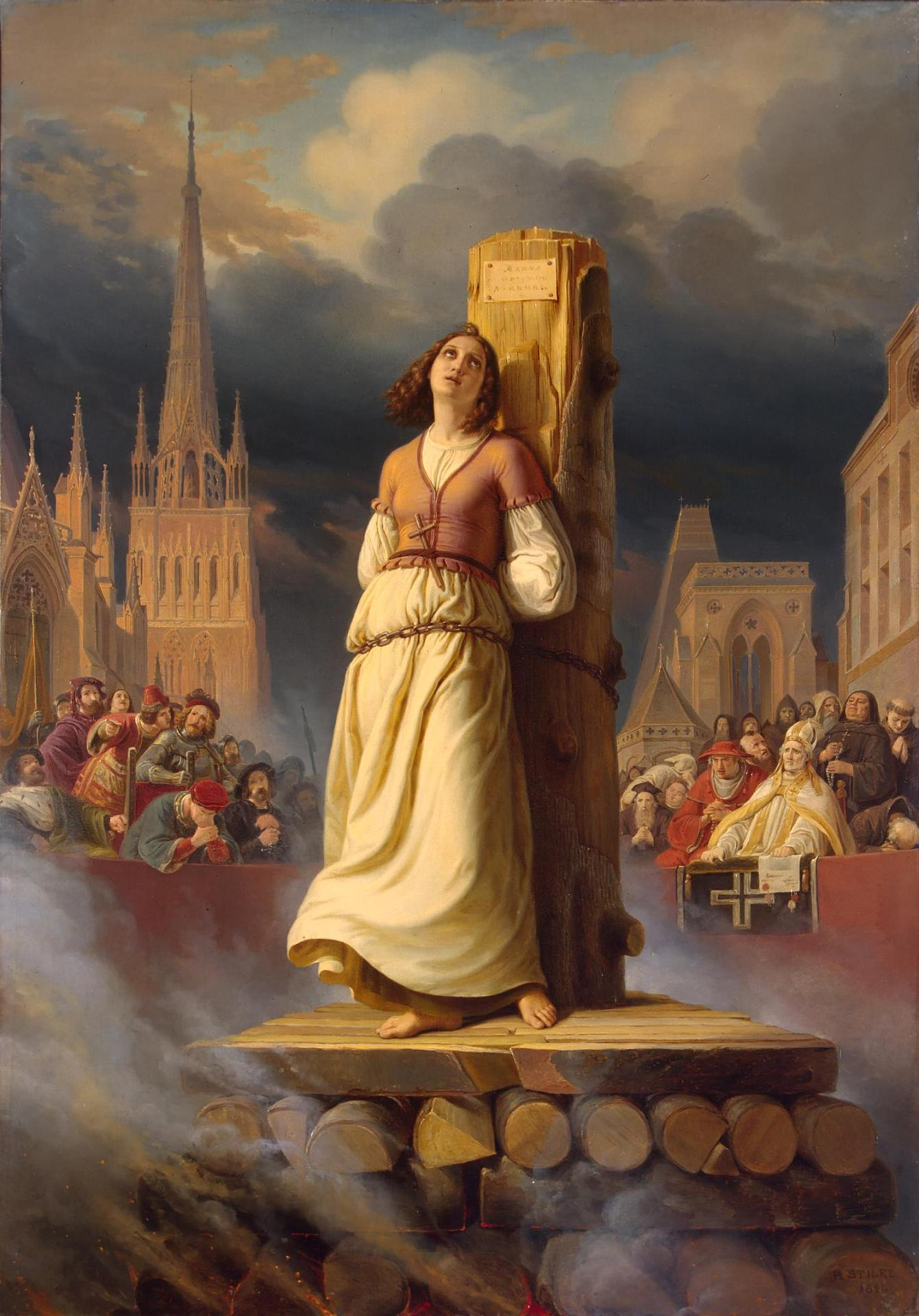
Joana d'Arc, aos 19 anos, é retratada momentos antes de ser queimada na fogueira em 30 de maio de 1431, numa pintura por
Hermann Stilke, feita no século XIX.

A heresia pública era um crime capital, no qual um herege impenitente ou reincidente poderia ser entregue ao julgamento dos tribunais seculares e punido com a morte. Após assinar a abjuração, Joana não era mais considerada uma herege impenitente, mas poderia ser executada se fosse condenada por reincidir na heresia.
Como parte de sua abjuração, Joana foi obrigada a renunciar ao uso de roupas masculinas. Ela trocou suas roupas por um vestido feminino e permitiu que sua cabeça fosse raspada. Foi devolvida à sua cela e mantida acorrentada em vez de ser transferida para uma prisão eclesiástica. Testemunhas no julgamento de reabilitação afirmaram que Joana foi submetida a maus-tratos e tentativas de estupro, incluindo uma por um nobre inglês e que os guardas colocaram roupas masculinas em sua cela, forçando-a a usá-las. Cauchon foi notificado de que Joana havia retomado o uso de roupas masculinas. Ele enviou clérigos para adverti-la a permanecer em submissão, mas os ingleses impediram que eles a visitassem.
Em 28 de maio, Cauchon foi à cela de Joana, acompanhado por vários outros clérigos. De acordo com o registro do julgamento, Joana disse que voltou a usar roupas masculinas porque era mais apropriado que se vestisse como um homem enquanto estivesse sendo guardada por soldados homens e que os juízes haviam quebrado sua promessa de deixá-la assistir à missa e de libertá-la das correntes. Ela afirmou que, se cumprissem as promessas e a colocassem em uma prisão decente, ela seria obediente. Quando Cauchon perguntou sobre suas visões, Joana declarou que as vozes a haviam repreendido por abjurar por medo e que não as negaria novamente. Como a abjuração de Joana exigia que ela negasse suas visões, isso foi suficiente para condená-la por reincidir na heresia e sentenciá-la à morte. No dia seguinte, quarenta e dois avaliadores foram convocados para decidir o destino de Joana. Dois recomendaram que ela fosse imediatamente entregue aos tribunais seculares; os demais recomendaram que a abjuração fosse lida novamente para ela e explicada. No final, eles votaram unanimemente que Joana era uma herege reincidente e deveria ser entregue ao poder secular, neste caso o governo inglês, para punição.
Com cerca de dezenove anos, Joana foi executada em 30 de maio de 1431. Pela manhã, ela foi autorizada a receber os sacramentos, apesar do processo judicial exigir que fossem negados aos hereges. Em seguida, foi levada ao Vieux-Marché (Mercado Velho) de Rouen, onde sua sentença de condenação foi lida publicamente. Nesse momento, ela deveria ter sido entregue à autoridade apropriada, o oficial de justiça de Rouen, para a sentença secular, mas foi entregue diretamente aos ingleses e amarrada a um alto pilar revestido de gesso para execução na fogueira. Ela pediu para ver uma cruz enquanto morria e recebeu uma feita de um pedaço de madeira por um soldado inglês, que ela beijou e colocou junto ao peito. Uma cruz processional foi buscada na igreja de Saint-Saveur. Joana a abraçou antes de suas mãos serem amarradas, e ela foi mantida diante de seus olhos durante a execução. Após sua morte, seus restos mortais foram jogados no Rio Sena.

### Consequências e reabilitação

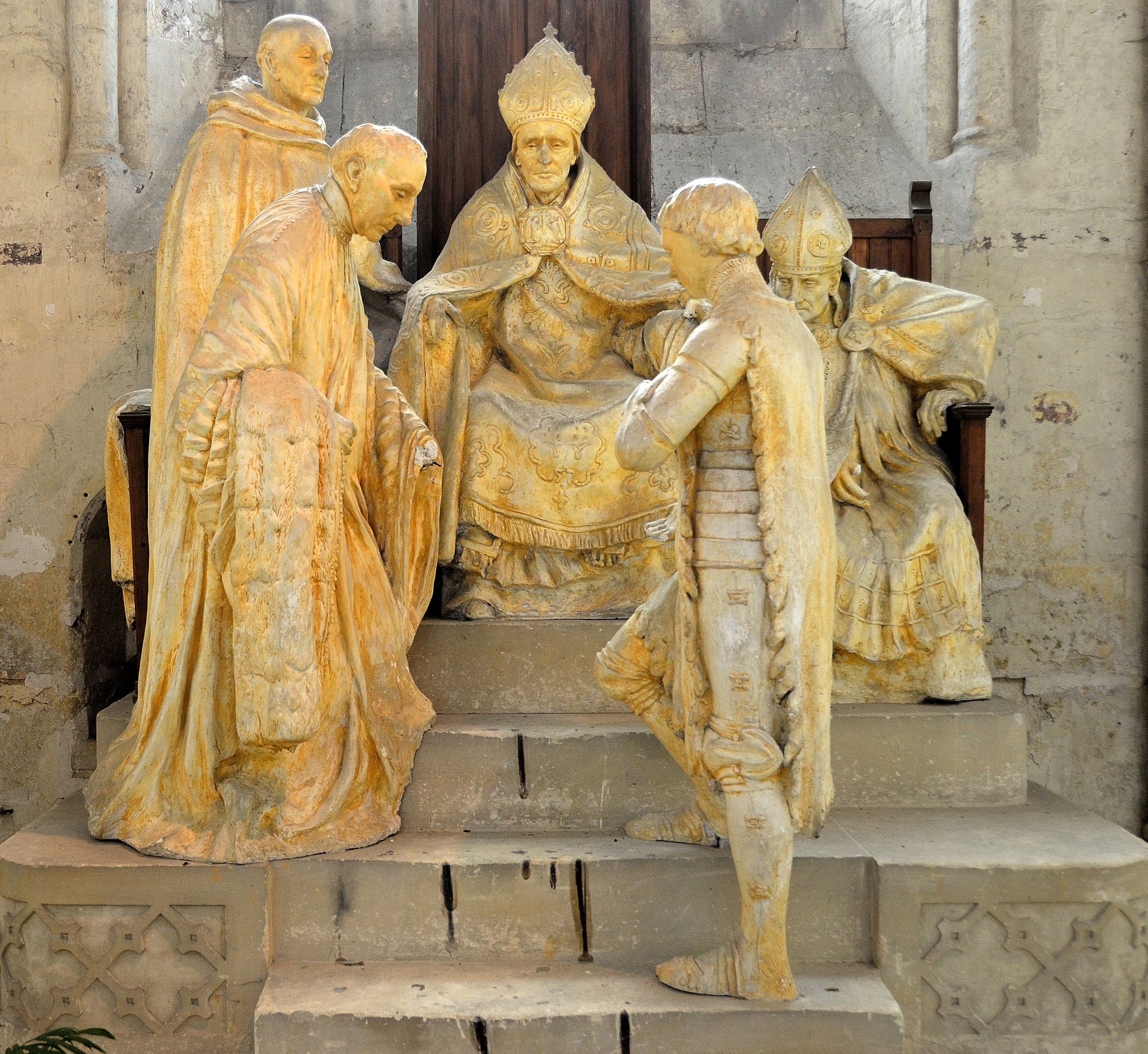
Monumento Comemorativo da Reabilitação de Joana d'Arc, uma obra em gesso de Émile Pinchon; Joana está em primeiro plano, de frente para figuras de seu julgamento de reabilitação (1909, Cathédrale Notre-Dame de Noyon).

A notícia da morte de Joana chocou a França. Muitos plebeus, particularmente aqueles em áreas leais à facção Armagnac (os apoiadores da Casa de Valois), viam Joana como uma salvadora divinamente inspirada da França. Sua execução foi recebida com tristeza e raiva, pois ela havia se tornado um símbolo de esperança e resiliência durante os dias mais sombrios da Guerra dos Cem Anos. Alguns consideraram sua morte um martírio, acreditando que ela foi vítima de injustiça política e religiosa. A execução de Joana galvanizou muitos nobres armagnacs para continuar sua luta contra os ingleses, pois seu legado inspirou uma determinação renovada para expulsar a Inglaterra da França.
Na prática, a situação militar não foi muito alterada pela execução de Joana. Seus triunfos elevaram a moral dos armagnacs e os ingleses não conseguiram recuperar o ímpeto. Carlos VII permaneceu rei da França, apesar de uma coroação rival realizada para Henrique VI da Inglaterra, de dez anos, na Catedral de Notre-Dame de Paris em 1431. Em 1435, os borgonheses assinaram o Tratado de Arras, abandonando sua aliança com a Inglaterra. Vinte e dois anos após a morte de Joana, a guerra terminou com uma vitória francesa na Batalha de Castillon em 1453 e os ingleses foram expulsos de toda a França, exceto Calais.
A execução de Joana criou uma dificuldade política para Carlos, pois implicava que sua consagração como rei da França havia sido alcançada por meio das ações de uma herege. Em 15 de fevereiro de 1450, poucos meses após recuperar Rouen, Carlos ordenou que Guillaume Bouillé, teólogo e ex-reitor da Universidade de Paris, iniciasse um inquérito. Em uma breve investigação, Bouillé entrevistou sete testemunhas do julgamento de Joana e concluiu que o julgamento que a condenou como herege foi arbitrário. Ela havia sido uma prisioneira de guerra tratada como uma prisioneira política e foi executada sem fundamento. O relatório de Bouillé não conseguiu anular o veredicto, mas abriu caminho para o posterior novo julgamento.
Em 1452, um segundo inquérito sobre o julgamento de Joana foi iniciado pelo cardeal Guillaume d'Estouteville, legado papal e parente de Carlos, e Jean Bréhal, recentemente nomeado Inquisidor da França, que entrevistaram cerca de vinte testemunhas. O inquérito foi orientado por 27 artigos que descreviam como o julgamento de Joana havia sido tendencioso. Imediatamente após o inquérito, d'Estouteville foi a Orleães em 9 de junho e concedeu uma indulgência àqueles que participaram das cerimônias em homenagem a Joana em 8 de maio, comemorando o fim do cerco.
Nos dois anos seguintes, d'Estouteville e Bréhal trabalharam no caso. Bréhal encaminhou uma petição da mãe de Joana, Isabelle, e de seus dois irmãos, Jean e Pierre, ao Papa Nicolau V em 1454. Bréhal apresentou um resumo de suas conclusões a teólogos e advogados na França e na Itália, bem como a um professor da Universidade de Viena, a maioria dos quais deu opiniões favoráveis a Joana. Após a morte de Nicolau V no início de 1455, o novo Papa Calisto III deu permissão para um julgamento de reabilitação e nomeou três comissários para supervisionar o processo: Jean Juvénal des Ursins, arcebispo de Reims; Guillaume Chartier, bispo de Paris; e Richard Olivier de Longueil, bispo de Coutances. Eles escolheram Bréhal como Inquisidor.
O julgamento de reabilitação começou em 7 de novembro de 1455 na Catedral de Notre-Dame, quando a mãe de Joana apresentou publicamente um pedido formal de reabilitação para sua filha e terminou em 7 de julho de 1456 na Catedral de Rouen, após ouvir cerca de 115 testemunhas. O tribunal concluiu que o julgamento original foi injusto e enganoso; a abjuração, execução e suas consequências foram anuladas. Em seu resumo do julgamento, Bréhal sugeriu que Cauchon e os avaliadores que o apoiaram poderiam ser culpados de malícia e heresia. Para enfatizar a decisão do tribunal, uma cópia dos Artigos de Acusação foi formalmente rasgada. O tribunal ordenou que uma cruz fosse erguida no local da execução de Joana.

## Visões

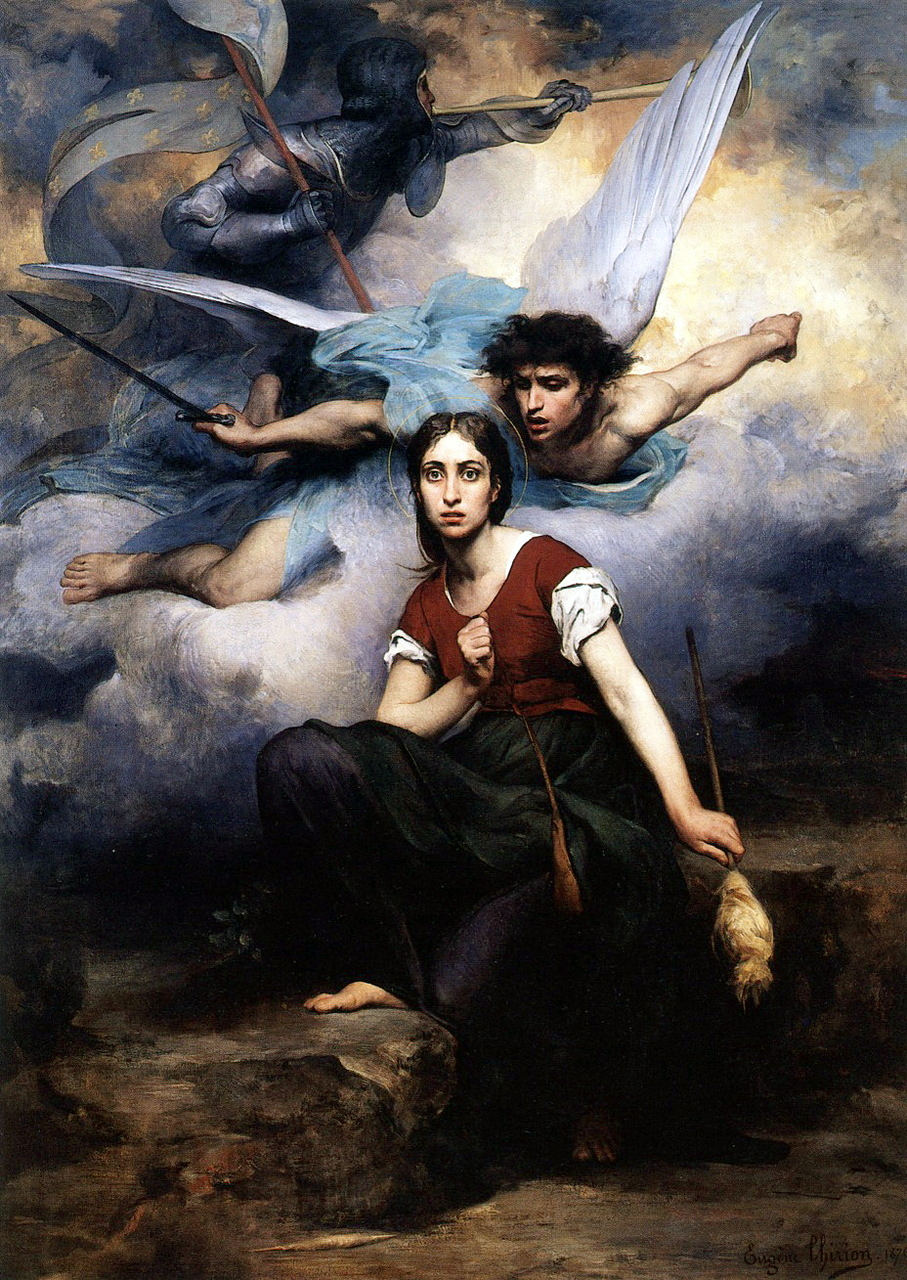
Jeanne d'Arc écoutant les voix por Eugène Thirion (1876, Notre Dame, Ville de Chatou).

As visões de Joana desempenharam um papel importante em sua condenação, e sua admissão de que havia voltado a segui-las levou à sua execução. Os teólogos da época acreditavam que visões poderiam ter uma origem sobrenatural. Os avaliadores de seu julgamento focaram em determinar a fonte específica das visões de Joana, usando uma forma eclesiástica de discretio spirituum (discernimento de espíritos). Como ela foi acusada de heresia, buscava-se provar que suas visões eram falsas. O julgamento de reabilitação anulou a sentença de Joana, mas não declarou suas visões autênticas. Em 1894, o Papa Leão XIII proclamou que a missão de Joana era divinamente inspirada.
Estudiosos modernos discutiram possíveis causas neurológicas e psiquiátricas para suas visões. Suas visões foram descritas como alucinações decorrentes de epilepsia ou de um tuberculoma no lobo temporal.  Outros implicaram envenenamento por esporão-do-centeio (ergotismo), esquizofrenia, transtorno delirante ou psicopatia criativa induzida pela criação em sua infância. Um dos Promotores da Fé em seu julgamento de canonização em 1903 argumentou que suas visões poderiam ter sido manifestações de histeria. Outros estudiosos sugerem que Joana pode ter criado alguns detalhes específicos das visões em resposta às demandas dos interrogadores durante seu julgamento.
Muitas dessas explicações foram contestadas; os registros do julgamento, projetados para demonstrar que Joana era culpada de heresia, provavelmente não fornecem descrições objetivas dos sintomas necessárias para apoiar um diagnóstico médico.
A firme crença de Joana na divindade de suas visões fortaleceu sua confiança, permitiu que ela confiasse em si mesma e lhe deu esperança durante sua captura e julgamento.

## Legado
Joana é uma das pessoas mais estudadas da Idade Média, em parte porque seus dois julgamentos forneceram uma riqueza de documentos. Sua imagem, mudando ao longo do tempo, incluiu a de salvadora da França, filha obediente da Igreja Católica Romana, uma feminista pioneira e símbolo de liberdade e independência.

### Líder militar e símbolo da França

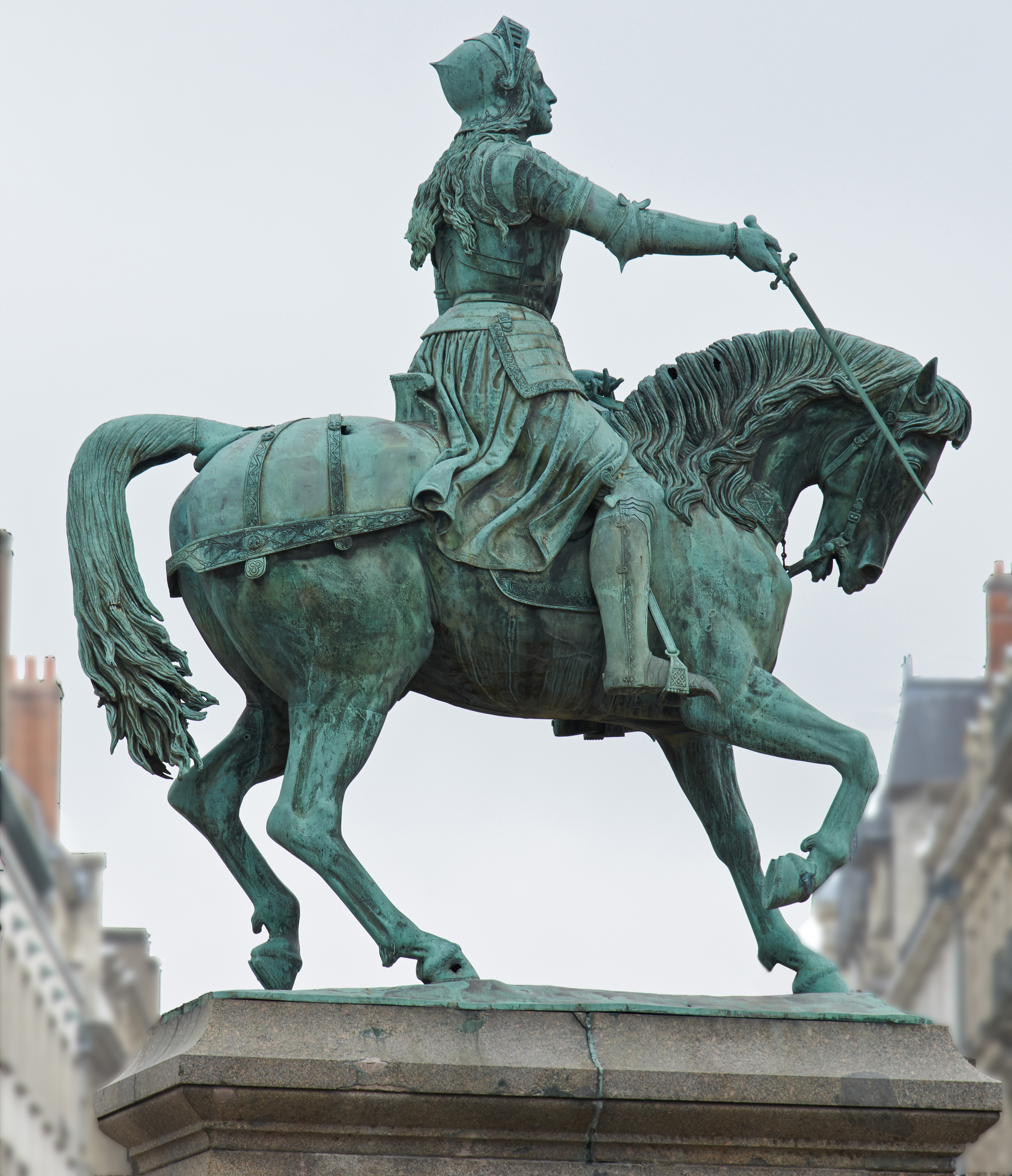
Jeanne d'Arc, estátua de Denis Foyatier (1855, em Orleães).

A reputação de Joana como líder militar que ajudou a expulsar os ingleses da França começou a se formar antes de sua morte. Logo após a coroação de Carlos VII, Cristina de Pisano escreveu o poema Ditié de Jehanne D'Arc, celebrando Joana como uma apoiadora de Carlos enviada pela Divina Providência e refletindo o otimismo francês após o triunfo em Orleães. Já em 1429, Orleães começou a realizar uma celebração em homenagem ao fim do cerco em 8 de maio.
Após a execução de Joana, seu papel na vitória de Orleães incentivou o apoio popular à sua reabilitação. Joana tornou-se uma parte central da celebração anual e, em 1435, uma peça, Mistère du siège d'Orléans ("Mistério do Cerco de Orleães"), a retratava como o instrumento da vontade divina que libertou Orleães. O festival de Orleães celebrando Joana continua nos tempos modernos.
Menos de uma década após seu julgamento de reabilitação, o Papa Pio II escreveu uma breve biografia descrevendo-a como a donzela que salvou o reino da França. Luís XII encomendou uma biografia completa sobre ela por volta de 1500.
O legado inicial de Joana estava intimamente associado ao direito divino da monarquia de governar a França. Durante a Revolução Francesa, sua reputação foi questionada devido à sua associação com a monarquia e a religião, e o festival em sua homenagem realizado em Orleães foi suspenso em 1793. Em 1803, Napoleão Bonaparte autorizou sua renovação e a criação de uma nova estátua de Joana em Orleães, afirmando: "A ilustre Joana ... provou que não há milagre que o gênio francês não possa realizar quando a independência nacional está ameaçada."
Desde então, ela se tornou um símbolo proeminente como defensora da nação francesa. Após a derrota da França na Guerra Franco-Prussiana, Joana tornou-se um ponto de união para uma nova cruzada para recuperar Lorena, a província de seu nascimento. A Terceira República realizou um feriado cívico patriótico em sua homenagem em 8 de maio para celebrar sua vitória em Orleães. Durante a Primeira Guerra Mundial, sua imagem foi usada para inspirar a vitória. Na Segunda Guerra Mundial, todos os lados da causa francesa recorreram a seu legado: ela foi símbolo de Philippe Pétain na França de Vichy, modelo para a liderança de Charles de Gaulle na França Livre e exemplo para a resistência comunista. Mais recentemente, sua associação com a monarquia e a libertação nacional fez dela um símbolo da extrema direita francesa, incluindo o movimento monarquista Action Française e o Partido da Frente Nacional. A imagem de Joana foi usada por todo o espectro da política francesa e ela é uma referência importante no diálogo político sobre a identidade e unidade francesas.

### Mulher santa e heroica

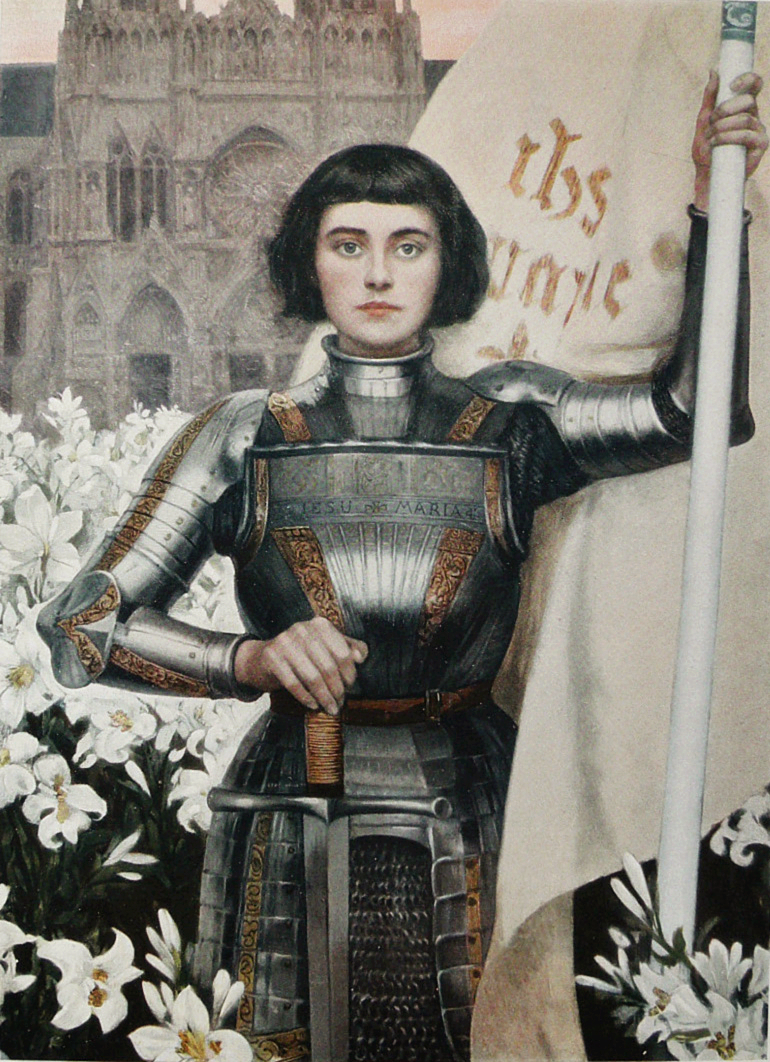
Ilustração de Albert Lynch (1903, na revista Figaro Illustré).

Joana é uma santa na Igreja Católica Romana. Ela foi vista como uma figura religiosa em Orleães após o cerco ser levantado e um panegírico anual foi pronunciado em sua homenagem até os anos 1800. Em 1849, o bispo de Orleães, Félix Dupanloup, fez uma oração que atraiu atenção internacional e, em 1869, solicitou a Roma o início do processo de beatificação. Ela foi beatificada pelo Papa Pio X em 1909 e canonizada em 16 de maio de 1920 pelo Papa Bento XV. Seu dia de festa é 30 de maio, aniversário de sua execução. Em uma carta apostólica, o Papa Pio XI declarou Joana uma das padroeiras da França em 2 de março de 1922.
Joana foi canonizada como Virgem, não como mártir cristã, porque foi condenada à morte por um tribunal canonicamente constituído, que a executou não por sua fé em Cristo, mas por sua revelação privada. No entanto, ela tem sido popularmente venerada como mártir desde sua morte: alguém que sofreu por sua modéstia e pureza, por seu país e pela força de suas convicções. Joana também é lembrada como visionária na Igreja da Inglaterra, com uma comemoração em 30 de maio. Ela é reverenciada no panteão da religião Cao Dai.
Durante sua vida, Joana já era comparada a mulheres heroínas bíblicas, como Ester, Judite e Débora. Sua alegação de virgindade, que simbolizava sua virtude e sinceridade, foi defendida por mulheres de status tanto do lado armagnac quanto do lado borgonhês-inglês da Guerra dos Cem Anos: Iolanda de Aragão, sogra de Carlos, e Ana da Borgonha, duquesa de Bedford.
Joana foi descrita como um modelo de mulher autônoma que desafiou as tradições de masculinidade e feminilidade para ser ouvida como indivíduo em uma cultura patriarcal—traçando seu próprio caminho ao seguir as vozes de suas visões. Ela desempenhou o papel tradicionalmente masculino de líder militar, enquanto mantinha seu status de mulher valente. Combinando qualidades associadas a ambos os gêneros, Joana tem inspirado inúmeras obras artísticas e culturais ao longo dos séculos. No século XIX, centenas de obras de arte sobre ela—incluindo biografias, peças de teatro e partituras musicais—foram criadas na França, e sua história tornou-se um tema artístico popular na Europa e na América do Norte. Até a década de 1960, ela já era tema de milhares de livros. Seu legado tornou-se global, inspirando romances, peças de teatro, poemas, óperas, filmes, pinturas, livros infantis, publicidade, jogos de computador, quadrinhos e a cultura popular em todo o mundo.

## Vestimenta

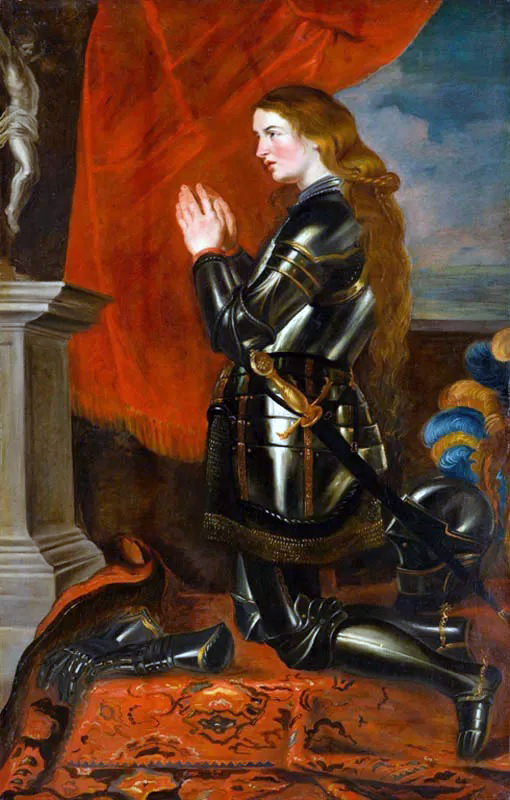
Pintura de Joana d'Ark, pelo artista Peter Paul Rubens (1577–1640). Na imagem, ela aparece de armadura, mas de cabelo comprido.

O travestimento de Joana foi o tema de cinco dos artigos de acusação contra ela durante o julgamento. Na visão dos avaliadores, era o emblema de sua heresia. Sua condenação final começou quando foi descoberto que ela havia voltado a usar roupas masculinas, o que foi interpretado como um sinal de que havia recaído na heresia.
Desde sua jornada a Chinon até sua abjuração, Joana geralmente usava roupas masculinas e cortava o cabelo em um estilo masculino. Quando deixou Vaucouleurs para ver o Delfim em Chinon, Joana foi descrita como vestindo um gibão preto, uma túnica preta e um pequeno chapéu preto. Quando foi capturada, já tinha adquirido roupas mais elaboradas. Durante o julgamento, foi acusada de usar calças, um manto, uma cota de malha, um gibão, meias presas ao gibão com vinte laços, botas apertadas, esporas, uma couraça, perneiras, uma espada, um punhal e uma lança. Também foi descrita como usando peles, um tabardo dourado sobre sua armadura e trajes de montaria suntuosos feitos de tecidos preciosos.
Durante os procedimentos do julgamento, não há registro de Joana dar uma razão prática para o uso de roupas masculinas. Ela afirmou que foi uma escolha própria usar roupas masculinas e que o fez não a pedido de homens, mas por ordem de Deus e seus anjos. Declarou que voltaria a usar roupas femininas quando cumprisse sua missão.

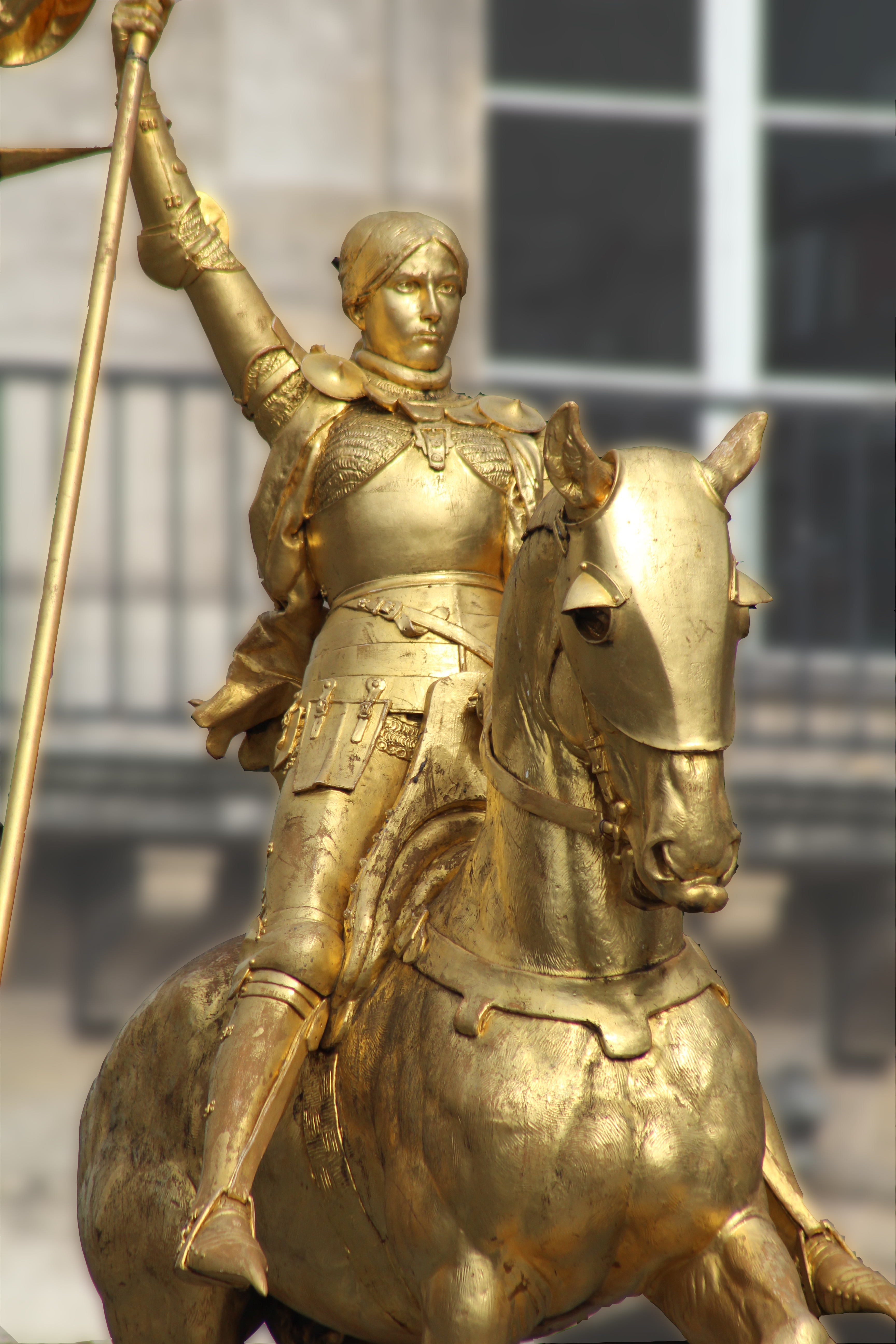
Jeanne d'Arc, uma estátua de bronze dourado por Emmanuel Frémiet (em 1874, no Place des Pyramides).

Embora o travestimento de Joana tenha sido usado para justificar sua execução, a posição da igreja sobre isso não era clara. Em geral, era visto como um pecado, mas não havia consenso sobre sua gravidade. Tomás de Aquino afirmou que uma mulher poderia usar roupas masculinas para esconder-se de inimigos ou se não houvesse outras roupas disponíveis e Joana fez ambas as coisas, usando-as em território inimigo para chegar a Chinon, e em sua cela após sua abjuração, quando seu vestido foi retirado. Logo após o cerco de Orleães ser levantado, Jean Gerson disse que as roupas masculinas e o corte de cabelo de Joana eram adequados para sua missão, pois ela era uma guerreira e roupas masculinas eram mais práticas.
O uso de roupas masculinas pode ter ajudado a preservar sua virgindade, dissuadindo estupros: testemunhas no julgamento de anulação declararam que Joana deu essa como uma das razões para voltar a usar roupas masculinas após ter abjurado. No entanto, estudiosos afirmam que, enquanto estava presa, o uso de roupas masculinas teria sido apenas uma dissuasão menor ao estupro, já que ela ficava algemada a maior parte do tempo. Durante a maior parte de sua vida ativa, Joana não se travestiu para esconder seu gênero.. Em vez disso, pode ter funcionado para enfatizar sua identidade única, como "La Pucelle", um modelo de virtude que transcende papéis de gênero e inspira as pessoas.